# 日本放送協会
日本放送協会（にっぽんほうそうきょうかい、英: Japan Broadcasting Corporation）は、日本の放送局。放送法に基づき1950年に設立された、日本の公共放送（公共事業）を担う特殊法人で、総務省の情報流通行政局放送政策課所管の外郭団体である。
略称・通称は「NHK」（エヌ・エイチ・ケイ）。

## 概要
放送法に基づく特殊法人として1950年6月1日に設立された。設立目的は、放送法により「公共の福祉のために、あまねく日本全国で受信できるように豊かで、且つ良い放送番組による国内基幹放送を行うと同時に放送およびその受信の進歩発達に必要な業務を行い、合わせて国際放送および協会国際衛星放送を行うこと」となっている（法15条、定款3条）。
また、同法の規定により1926年に設立された社団法人日本放送協会の業務を継承している（法附則第13項）。なお、社団法人日本放送協会は、1925年に日本で初めて放送業務を開始した社団法人東京放送局（現：NHK放送センター）、社団法人名古屋放送局（現：NHK名古屋放送局）、社団法人大阪放送局（現：NHK大阪放送局）の業務を統合して設立されたもの。
設立目的を達成するため、国内放送として中波放送（AMラジオ）・超短波放送（FMラジオ）・テレビジョン放送の基幹放送（特定地上基幹放送局を用いて行うものに限る）を行うことになっており（法20条第1項）、さらに在外日本人向け国際放送及び外国人向け国際放送を行うことになっている（法20条第4項）。放送番組の編集にあたっては、公安および善良な風俗を害しないこと、政治的に公平であること、報道は事実を曲げないですること、意見が対立している問題については、できるだけ多くの角度から、論点を明らかにすることが求められる（法4条1項）。
公共放送としての事業規模は、英国放送協会（BBC）などと並び、国内にNHKエンタープライズ、NHKグローバルメディアサービス、NHK出版など13の連結子会社を持つ。また、関連会社として日本国外にNHKコスモメディアアメリカ、NHKコスモメディアヨーロッパが設立されている。1986年には子会社である株式会社NHKエンタープライズを出資母体として、NHKエンタープライズ25%、株式会社電通25%の共同出資による株式会社総合ビジョンを設立した。しかし、これは事業の縮小を経て2013年7月1日付けでNHKエンタープライズに吸収合併した。

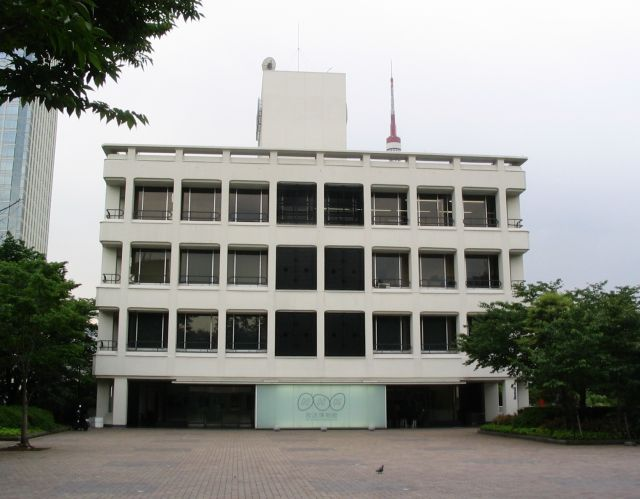
NHK発祥の地、NHK放送博物館（東京都港区愛宕、愛宕山）。
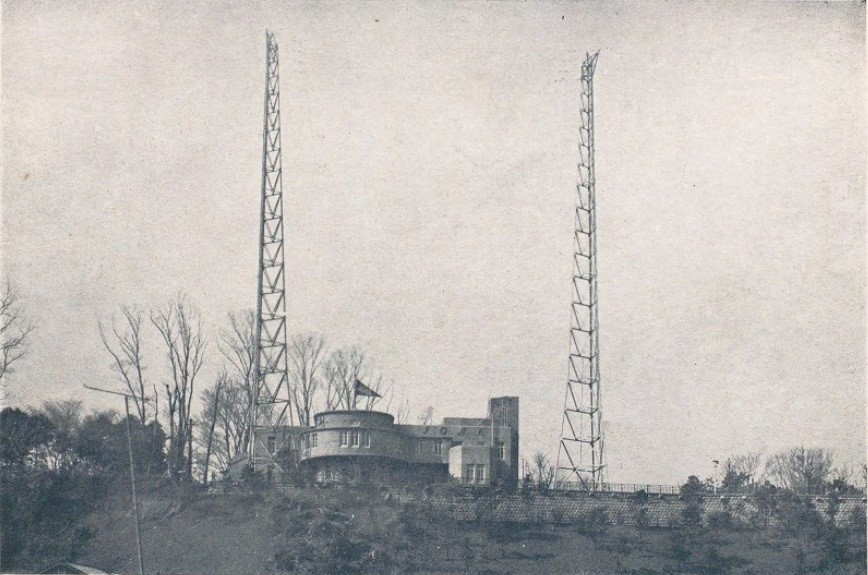
愛宕山の東京放送局（当時の東京府東京市芝区）
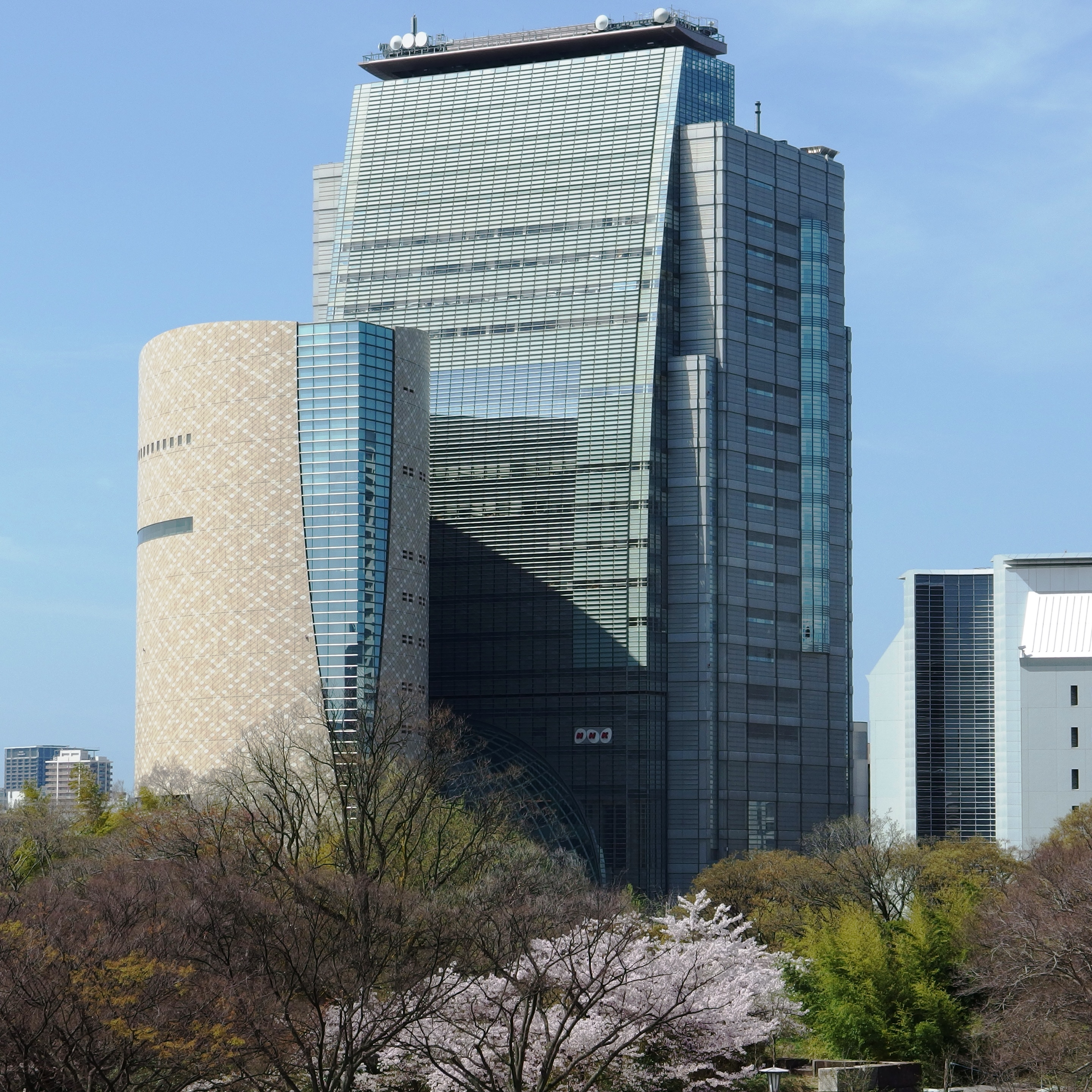
NHK大阪放送局
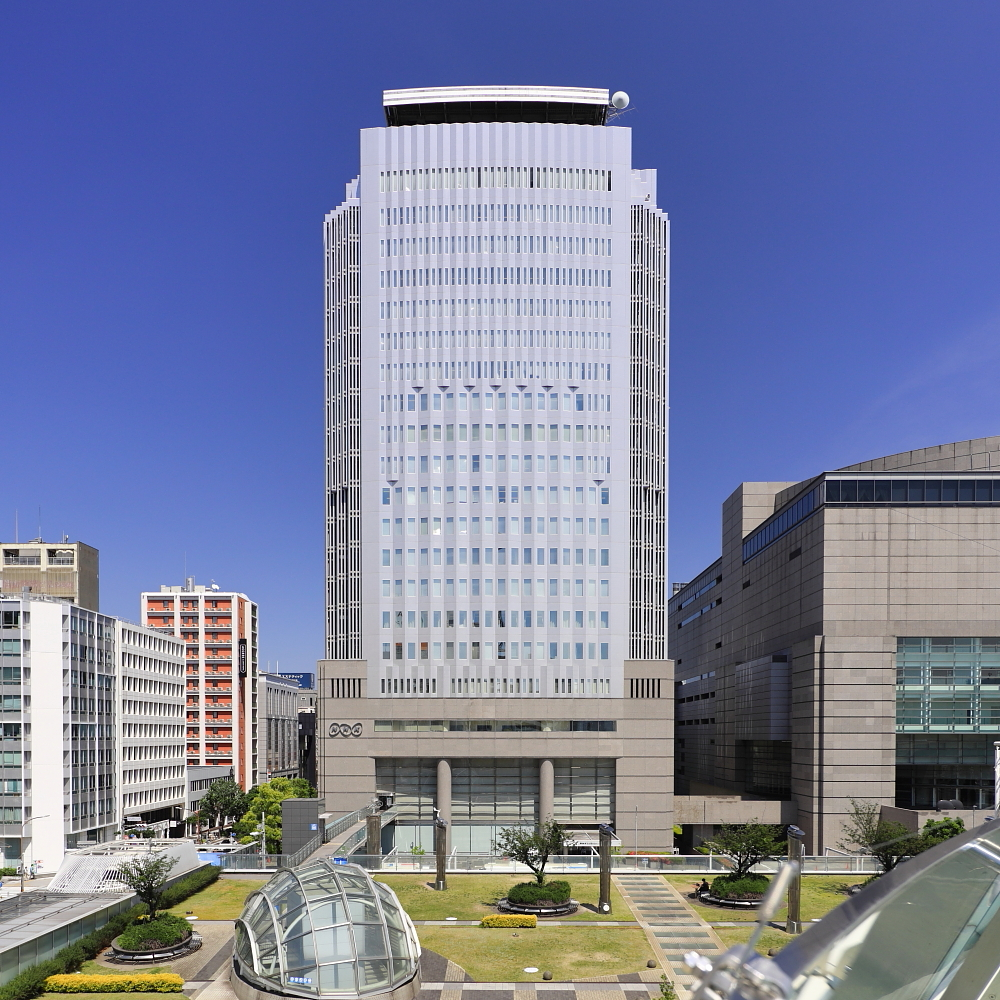
NHK名古屋放送局
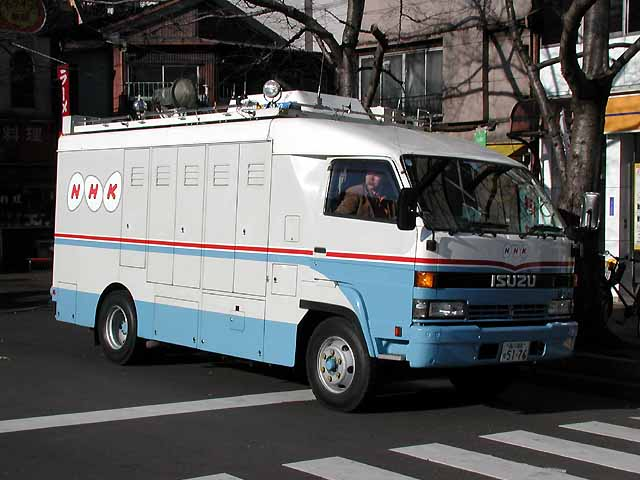
中継車（いすゞ・エルフ）

## 沿革

### 名称・商標
「NHK」という略称の使用は、社団法人日本放送協会が1939年夏頃、日伊定期文化交換放送の協定案で使用したことにさかのぼる。戦前の英称は「The Broadcasting Corporation of Japan」であった。1946年3月4日から日本放送協会のサインとして放送で用いられるようになり、次第に聴取者の間に広まった。1959年4月22日に日本放送協会の略称として定款で正式に定められた。
名称決定の経緯
「NHK」の略称は連合国軍最高司令官総司令部（GHQ）管轄下の民間情報教育局と演芸部部長ら日本人スタッフとの検討の結果決まった。民間情報教育局は将来日本に民間放送ができた場合に聴取者側も放送局を識別する必要があると考え、「BCJ」や「JBC」の案も出された。日本放送協会側からは角のない丸みのある文字では日本語として見栄えや発音に難があるとの反論も出て、「エヌ・エッチ・ケイ（NHK）」は発音の歯切れが良く、文字が四角く書きやすいとのことで3月3日に提案し即座に受け入れられ翌日から使われた（終戦直後の状況については「フランク・正三・馬場」も参照）。
他社の商標との関係
「NHK」という略称は日本発条株式会社も使用しており、両者によって商標登録されている。商標登録は商品区分ごとに行われるものであり、異業種で同一の商標が登録されることに法律上の問題はない。「NHK」の商標登録は1950年7月6日に行われた。ただし当時はサービスマーク制度がなかったため、日本放送協会の商標登録は雑誌等の商品区分についての登録である。テレビ、ラジオ放送についての商標登録は、サービスマーク制度導入後の1995年5月31日。なお、日本発条側は放送協会との混同防止のため「NHKニッパツ」の表記を併用している。
ロゴマーク
丸みを帯びた赤文字を卵形図形三つでNの字に囲った先代のロゴマークはNHK開局70周年（東京放送局ラジオ開始70周年）を記念して制定され、1995年3月22日から使われていた もので、当時在籍していたアートディレクターの中谷日出 がデザインを考案し、所有物（中継車など）や番組放送の開始、終了時などで使用されたほか、総合テレビで2007年度から4年間放送されていた『三つのたまご』という広報番組の名称はこのロゴマークに由来していた。NHKニュース等のNHKを冠する番組の一部や関連団体のロゴマーク用として、卵形の部分を除いた丸みを帯びた文字のみのロゴも1995年の変更当初から併用されていたが、後記するNHKプラスの本配信を控えた2020年3月30日以降はこれをベースに文字の間隔と角度を調整したものが正式なロゴとなり、グレー色基調のデザインにモデルチェンジされている（冒頭掲載のロゴを参照）。
その他の略称
その他の略称として総合テレビでは「GTV」（英: general television）を使用し、教育テレビでは「ETV」（英: educational television）を使用していたが、放送開始50年を過ぎた2011年度からは「Eテレ」を新たな略称とした。衛星放送は「BS1（）」、「BS2（ビーエスツー）」、「BShi（ビーエスハイ、あるいはビーエスハイビジョンとも）」を使用していたが、2011年3月31日にチャンネルが新編成され、新たに 「BSプレミアム（）」を使用している。そして2018年12月1日から新たに「BS4K（）」と、「BS8K（）」が始まり、4K・8K放送がスタートした。

2020年度から使用されているNHKロゴマーク（灰色バージョン）
2020年度から使用されているNHKロゴマーク（赤バージョン）
1995年度から2019年度まで使用されたロゴマーク「三つのたまご」
1995年度から2019年度まで使用されたロゴマーク「三つのたまご」カラーバージョン
1962年10月から1994年度までのロゴマーク
戦後の旧社章
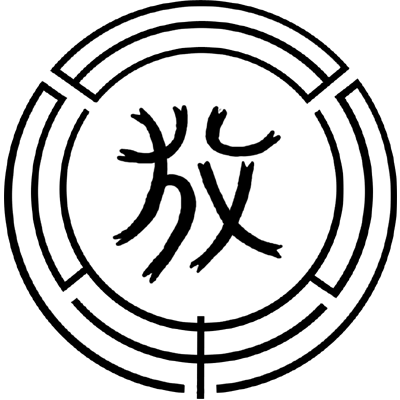
戦前の旧社章

## 公共放送として
「公共放送」であり、国内向け放送については視聴者からの受信料を財源とした独立採算制がとられている。これは国家が直接運営し国費を財源とする「国営放送」や、広告（コマーシャルメッセージ）を放送し広告料収入を主な財源とする「民間放送」と区別されるものである。
しかし、国営放送と区別される公共放送といっても、事業予算、経営委員任命には国会の総務委員会や本会議での承認が必要であるなど、経営、番組編集方針には国会の意向が間接的に反映される形となっている。総務大臣は、国際放送の実施の要請（法65条）、ならびに放送に関する研究を命じることができ（法66条）、その費用は国（日本国政府）が負担することになっている（法67条）。

### 受信料制度
「政治的公平」「対立する論点の多角的明確化」など法4条が求める放送を行い、受信者と契約することが規定されている（法64条）。法に定める要件を満たしたテレビジョン受信設備の設置者から、受信契約に基づく受信料を徴収することによって運営されている。このほか、受信料収入に比べれば極一部ではあるが、国際放送に対する日本国政府からの交付金がある。
アメリカ合衆国・フランス・スペイン・イタリア・オランダ・ドイツなどの公共放送では広告収入は認められているが、NHKにおいては広告を行って収入を得ることは放送法で禁止されている。しかし、番組宣伝や、公益社団法人ACジャパンとのタイアップによる公共広告は、任意で流すことができる。

### 税制上の特例措置
法人税法上の公共法人とされているため、法人税の納税義務が免除されている。ただし地方税法上では非課税とされていないため、法人の道府県民税（都民税）、市町村民税については、従業員数等に基づく「均等割」のみ納付している。
国税のうち地価税、放送局の免許に係る登録免許税が非課税となっている。地方税については、不動産取得税、特別土地保有税、事業所税が非課税、固定資産税および都市計画税は課税標準の2分の1となっている。電波利用料は、民間の放送事業者に比して減免されていない。
受信料は、NHK（公共放送）を維持・運営するための「特殊な負担金」であり、放送サービスへの対価ではないとされているが、消費税法施行令では「不特定かつ多数の者によつて直接受信されることを目的とする無線通信の送信で、法律により受信者がその締結を行わなければならないこととされている契約に基づき受信料を徴収して行われるもの」は「対価を得て行われる資産の譲渡若しくは貸付け又は役務の提供に類する行為」にあたるとされており（同法施行令第2条）、消費税の対象となっている。すなわち受信料額には消費税および地方消費税が含まれ、NHKはこれらを国に納付している。

### 放送技術
技術開発を、国が命じることが可能である。命じた場合の費用は国の予算から支出される。放送技術研究所には、ソニーやパナソニックなど民間企業からの出向者も、放送技術に関する開発に参加している。

### 防災関連
災害対策基本法第2条第5号に定められる指定公共機関に指定されており、同法第6条に基づき防災基本計画の作成等の義務を負うとともに、国や地方公共団体の防災計画に協力する責務を有している。また、気象業務法第15条第6項では、気象庁から気象警報等の通知を受けた場合に、直ちにその通知事項の放送をしなければならないと法律で義務づけられている。
地震・津波関連については、緊急地震速報を地域に関係なく放送しており、津波警報（津波注意報・大津波警報を含む）発令と同時に緊急警報放送を開始、緊急報道体制に移行している。また、警報発令時に備え、受信機の動作確認のための試験放送を月1回（1月4日と、2月から12月の毎月1日。）行う他、深夜の最終のニュースが終わった後、緊急報道体制の訓練をほぼ毎日実施している。
このほか、東北地方太平洋沖地震（東日本大震災）を契機に、災害対策基本法の指定を受けていない民間報道事業者との連携を強化させるため、協会と民放ニュースネットワークの幹事を務める在京キー局5社による合同プロジェクトを実施、2024年6月には、福岡放送局及び広島放送局が、福岡県内の民放4局（RKB毎日放送、九州朝日放送、テレビ西日本、福岡放送）との間で、巨大地震が九州・四国沿岸部で発生した場合の取材ヘリ映像を各局で共有する為の覚書を締結、月1回の運用訓練も実施している。

### 宣伝、広告の禁止
法83条1項に基づいて、広告放送（他人の営業に関する広告の放送）の禁止が規定されており、定款51条にも広告放送の排除が謳われている。一方で法83条2項では「放送番組編集上必要であつて、かつ、他人の営業に関する広告のためにするものでないと認められる場合において、著作者又は営業者の氏名又は名称等を放送することを妨げるものではない」とも規定しており、必ずしも企業名や商標等の放送が、一律に禁じられている訳ではない。
たとえば、ニュースで企業業績やリコールについて報じる際は、企業名・商品名の言い換えは行われない。『アップル iPhone』 や自動車のリコール が例として挙げられる。
これについて、取材・政策の基本姿勢を示した『NHK放送ガイドライン』 では、第7章『情報と宣伝・公告』節において、放送で企業名などを扱う場合に、以下の観点を放送是非の判断基準として、さらに企業名の出し方や出す回数を工夫するなど、宣伝・広告と受け取られないような配慮を行い、テレビCMや雑誌のキャッチコピー、流行語などは、安易な使用や連呼に注意することが示されている。
- 本質的に必要なのか、その他の表現に置き換えることはできないのか
- 視聴者の理解を助けることになるか
- ライバル企業などから見て、著しく不公平ではないか
- 構成や演出上やむを得ないか

つまり、実名を出さないと番組の企画意図や伝えるべき内容が正しく伝わらない場合は、NHKにおいても企業名と商品名を示して正確に伝えることとしている。これらの観点から、特に以下の事象については、それぞれ個別の取り扱いが定められている。
固有名称、登録商標
特定の商品、サービス（役務）の固有名称を、一般名と誤認して放送すると宣伝につながるおそれがある。登録商標は一般に固有名詞であることが多いが、逆に、登録商標に含まれている名称であっても、一般名に過ぎないこともある。
「企業に利用されている」という疑いを持たれるような表現や演出を避けるため、『おはよう日本』内の「まちかど通信」、あるいは『サラメシ』など企業や商品が直接の取材対象となる番組では、放送中は商品名を隠して特徴だけを紹介し、会社と商品名は番組の公式ウェブサイトやFAXサービスを通して紹介される措置がとられている。『ドキュメント72時間』のように番組内や公式サイトで取材先企業・店舗名を公表していないケースもある。
- 一例として、2016年8月27日放送の『お試しジャパン』でカプセルトイ「コップのフチ子」を手掛ける奇譚クラブを特集した際、製品の「コップのフチ子」が「OL人形」として紹介されたことから、商標を一時的に「OL人形」に変更する事態が発生している。
- X（旧称Twitter）、Instagram、LINEなどのSNSについては、番組とSNSとの連動企画においては各サービスの名称をそのまま使用している。“X”については、2023年7月24日の名称変更当初からラジオ番組を中心に「旧Twitter」と読まずに伝えているため、その措置がコミュニティ放送も含んだ民間放送にまで波及することとなった。
- 企業名については「自動車メーカー」などの表現を使いつつ、インタビュー中に会社のロゴを背景に入れるなどの手法を用いている。複数の企業が競う番組『魔改造の夜』では、チーム名（会社名）が連呼されるシーンがあるため『N産（エヌサン）』などぼかした表記と呼称を使っている。
- 一方、特定企業の特集であっても言い換えを行わないケースもあり、2023年8月25日の『ニュース きん5時』で同月11日のウェブ特集と同一内容を取り上げた際は、『任天堂』『ファミリーコンピュータ（ファミコン）』などの企業名・商品名がそのまま放送されている。
- 新語・流行語大賞の大賞およびトップテンを発表する報道では商標であっても言い換え等は行われていない。直近では2022年トップテンの『Yakult（ヤクルト）1000』が商品名そのものである。
- ゴールデンウイーク（黄金週間）については、過去に映画業界が大作映画宣伝のために使い始めた経緯があることや休みの取り方の多様化などにより、必ずしも常に1週間の休みが取れる訳ではないことから、1950年代に事実上一般名詞化した後も「大型連休」や「春（5月）の連休」に差し替えて使用している。

なお、デパートなどの催事会場は必要な情報として、また広く知られたテーマパーク（東京ディズニーリゾートなど）や観光施設などは地名に準ずるものとして使用して差し支えないとしている。
地域団体商標制度
地域ブランド保護を目的に、広く知られた商品やサービス（役務）（例として「○○りんご」「○○牛」「○○織」（○○は地域の名称）などが挙げられている）を事業協同組合などが「地域団体商標」として商標の登録を認める制度であるが、特定の企業や個人の宣伝・広告に直結するとは考えにくいため、一般名として扱って良いとしている。
施設命名権、冠大会
施設や大会の名称である以上、放送に使用することはやむを得ないが、名前の一部に企業名などが含まれているため、ニュースや番組の中では繰り返しを避けて、抑制的に名称を用いる。企業名などを除いた名称が定着している場合には、企業名などを除いた名称を使うこともある。
具体的に以下の例がある。
- 日本プロサッカーリーグ（Jリーグ）の扱いに関しては、試合中継、スポーツニュース共々「明治安田」の名称を抜いた状態が用いられている。カップ戦は「JリーグYBCルヴァンカップ」として行われているが、NHKでは「Jリーグカップ」の名称で報じている。同様にJリーグのスーパーカップ戦である「FUJIFILM SUPER CUP」も、「（Jリーグ）スーパーカップ」の名称で報じている。
- 大相撲春場所が行われる大阪府立体育会館（命名権名称「エディオンアリーナ大阪」）は、大相撲中継において「企業名などを除いた施設名が定着している」扱いとして正式名称で報じている。2024年まで名古屋場所が行われていた愛知県体育館（命名権名称「ドルフィンズアリーナ」）も同様だったが、2025年から移転する愛知国際アリーナ（命名権名称「IGアリーナ」）は、開場当初から命名権名称が導入され、主催者の日本相撲協会も御免札 や番付表に『IGアリーナ』と記載したのに合わせて、命名権名称で報じている。
- プロゴルフのツアー競技については、男子（JGTO）、女子（JLPGAツアー）、海外（PGAツアー・LPGAツアーなど）とも四大大会など主催者の社名や商標名が入らない大会名はそのまま表現するが、含まれる大会名は放送、NEWS WEBのどちらにおいても表記せず、単に「ゴルフツアーの大会」とする。
- プロ野球における冠大会の扱いに関しても企業名を省いた名称で呼ぶのが一般的であり、オールスターゲームに関しては、いち早く1988年から冠大会に移行しているため、それ以降からNHKでの中継は一切行っておらず、日本選手権シリーズ（日本シリーズ）に関しては、例えNHKでの中継であっても単に「日本シリーズ」と呼ばれることが多い。
- その他のスポーツ中継（サッカー・バスケットボールなど）では会場に命名権名称が用いられている場合もそのまま放送し（B.LEAGUEなどでの上記2会場からの中継を含む）、報道（スポーツニュース）ではプロ野球を除いて会場の都市名のみを報じている。

スポーツの試合における広告
会場内の広告看板や選手のユニフォームに記載された広告については「必要以上にアップで撮ることは避ける」などの工夫をする。
それらに該当しないものも同様で、実写映像における企業名・商品名ロゴ・ポスター広告の写り込み（公共交通機関のラッピング広告など）程度は広告放送とみなしていないため、原則として隠していないが、画面に出てしまうことは避けられないとして、過度にならないようにする。
- 但し、NHKが定めている放送ガイドラインに抵触する広告が頻繁に画面に映り込む可能性が高い場合は放送自体を取り止める場合もあり、実際に2021年12月にNHK BS1にて放送予定だった『カーリング 北京オリンピック世界最終予選』について、成人向け商品を販売している企業が同大会のスポンサーになっていることが放送直前に判明し、「同ガイドラインの『品位と節度を心掛けること』並びに『青少年への影響に配慮すること』に抵触する可能性がある」として、オランダからの生中継を一旦中止にしたケースがある。その後、該当企業の広告を別の広告に差し替えたことから同大会の中継を再開することを発表した。

ウェブサイトを紹介する際も、ウェブブラウザ用の広告を削除するソフトウェアを用いるなどして、画面上に表示されるバナー広告が入らないようにする。
- テレビアニメ『TIGER & BUNNY』では、民放用に製作されたため、プロダクトプレイスメントの一環で登場人物がスポンサー契約を結んでいるという設定で実在の企業ロゴが頻繁に登場するが、第1期がNHK BSプレミアムで放送される際、企業ロゴが架空のものに変更された日本国外版の映像を日本語音声のみ（2ヶ国語放送ではない）の放送とすることで対処された。
  - 第2期では、Netflix独占配信が決まった関係でお蔵入りとなっていた架空ロゴバージョンを日の目を見る形でNHK総合での放送を以て世界初公開された。

公式映像のスコア表示に企業ロゴが入っても、技術上の理由でぼかしや差し替えが出来ない、或いは逆にぼかすことが過剰な演出と映る場合は、上記の「実写映像への映り込み」に準じた解釈でそのまま表示する。
- 例えば、近年のJリーグ中継では拠点局以外でのローカル放送を中心にJリーグが制作した公式映像を用いる場合があるが、この場合映像切り替え時のインサート映像やスコアテロップに冠スポンサー名の含まれた『明治安田生命Jリーグ』の公式ロゴがそのまま表示される。
- オリンピック中継や陸上競技中継などで公式計時（オフィシャルタイマー）を担当するメーカー（SEIKO、TAG Heuer、NISHI、CITIZENなど）のロゴが表示される場合があるが、これも秘匿する処理などは行なわれていない。

曲名・歌詞の変更
かつては、放送法83条1項の規定を厳格に適用して、番組内で歌唱される楽曲の歌詞から商標などに相当する語を差し替えた、以下のような事例がある。
- 山口百恵『プレイバックPart2』-「真紅な『ポルシェ』 ⇒「真紅な『クルマ』」（企業名）
  - 1978年第29回NHK紅白歌合戦のトリでの歌唱では、オリジナル通り「真紅なポルシェ」で歌われた[35][36]。
- 松本伊代『センチメンタル・ジャーニー』-「『伊代』はまだ16だから」 ⇒「『わたし』まだ16だから」（個人名）
  - 歌詞ではなく曲名に個人名が入っているケース（『ひばりの佐渡情話』・『圭子の夢は夜ひらく』など）は問題なく歌われた[35]。
- 庄野真代『飛んでイスタンブール』-「そんな『ジタン』の空箱」 ⇒「そんな『煙草』の空箱」（商品名）
  - 1978年第29回NHK紅白歌合戦での歌唱では、前述の『プレイバックPart2』と同様、オリジナル通り「そんな『ジタン』の空箱」で歌われた[35]。
- かぐや姫『神田川』-「24色の『クレパス』買って」 ⇒「24色の『クレヨン』買って」（商標）
  - かぐや姫はこれを拒んだため、第24回NHK紅白歌合戦の出場を辞退している。第43回NHK紅白歌合戦では、そのままの歌詞で歌われた。
- B.B.クィーンズの『おどるポンポコリン』は、「キヨスク」という店名が差し替えなしで歌われている。

ただし、1990年代頃から「芸術作品の放送にあたっては、国内番組基準をふまえて、番組の責任者が個別に判断する」との方針に基づき、歌詞の差し替え事例は無くなっている。一例として、aikoの『ボーイフレンド』には「『テトラポット』のぼって」と、消波ブロックの商標名を使った歌詞が登場するが、歌詞の差し替えは行われなかった。松平健の『マツケン』をタイトルや歌詞に含む曲も同様に差し替えずに歌われている。いきものがかりの『SAKURA』も歌詞の中に「小田急線」の歌詞の差し替えずに歌われた。グループ魂は第56回NHK紅白歌合戦で広告禁止のルールを逆手に取ったギャグを、審査員の琴欧州の協力を得て披露した。瑛人の『香水』の歌詞に登場する「ドルチェ&ガッバーナ」も歌詞の差し替えは行われていない。
なお、曲名については企業名・商品名・商標などに相当する語の差し替えは継続しており、2021年に死去した伊藤アキラと小林亜星が手がけた『日立の樹』をNHKニュースで紹介する際に、曲名に企業名（日立グループ）が入っているため、「『この木なんの木』の歌いだしで知られるCMソング」として、曲名を伏せた上で報道した。なお、NHKのニュースサイト「NHK NEWS WEB」では、曲名の差し替えは行われずにそのまま紹介されており、2024年に死去したキダ・タローが作曲を手がけた代表的なCMソングについても曲名を伏せる措置が取られた。
テレビドラマやドキュメンタリー
番組で特定の企業を扱うことに関しては、連続テレビ小説において、2014年秋の『マッサン』以降、『あさが来た』『とと姉ちゃん』『べっぴんさん』『わろてんか』『まんぷく』と、企業の創業者をモデルにした作品が続いているとの指摘があるが、プロデューサーの遠藤理史は「制作過程で企業を利することが想像されても、それを超える公共的理由があり、多くの方が楽しめるなら作る意義はある」と説明しており、番組内では登場人物の名称や設定を変更した「史実に基づいたフィクション」とすることで対処している。
このような、番組で特定の企業を取り上げる傾向は、2000年に放送開始された『プロジェクトX〜挑戦者たち〜』が転機になったという指摘がある。

## 組織

### 上部組織
放送法および日本放送協会定款に基づき、最高機関の「経営委員会」の下に、協会を代表する「会長」が置かれる。会長、副会長1人、専務理事および理事7人以上10人以内をもって理事会を構成する。理事会の下に次の組織が置かれる（※は外部部局扱い）。
- 内部監査室・考査室・リスク管理室・秘書室・地域改革推進室・グループ経営戦略局・情報システム局・メディア総局・視聴者局・広報局・総務局・技術局・経理局・研究所※（放送文化研究所・放送技術研究所）・首都圏局及び各拠点放送局※
  - メディア総局（旧放送総局）：メディア戦略本部・クリエイターセンター・解説委員室・アナウンス室・NHKオンデマンド室・報道局・放送技術局・国際放送局・海外総支局※
  - 視聴者局：2022年4月1月付で視聴者総局および営業局を統合し、下部に戦略企画部、全国支援部、管理部を配したものである[44]。NHKは、営利企業ではないが、受信料を集める業務を「営業」「営業業務」「営業活動」であると捉えており[45][46][47][48][49][50]、放送局には「営業部」が置かれている[51]。受信料に関する問い合わせを「営業センター」が受け付けている[52][53]。放送受信料の契約・収納業務に関わる情報処理業務やコールセンター業務などを子会社の「NHK営業サービス株式会社」に委託している[54][55]。
  - 首都圏局及び各拠点放送局：いわゆる「令和改革」により約40年ぶりに放送局の「2段階制」が復活したことに伴い、札幌・仙台・名古屋・大阪・広島・福岡及び松山の7局を、嘗ての「中央放送局」「地方本部」のように管内放送局を傘下に置く拠点放送局として位置付けるとともに、関東甲信越エリアで同等の機能を持たせる組織として、旧放送総局から関東甲信越統括機能を有する部署を分離・独立させ「首都圏局」を設けた。

#### 経営委員会
役員
協会には役員として経営委員（12人）、会長（1人）、副会長（1人）、専務理事および理事（7人以上10人以内）が置かれる（法49条、定款35条1項）。監査委員会を構成する監査委員は、経営委員会の委員の中から経営委員会が任命する（法42条3項、定款25条3項）。
経営委員会
経営委員会は放送法に基づき経営方針などの重要な事項を決議する最高機関として設けられており（法29条1項、定款12条）、両議院の同意を得て内閣総理大臣から任命された12人の委員（内1人以上は常勤、他は非常勤）で構成される（法30条第1項、定款15条）。うち8人は各地域を代表する者から選ばれていたが、2007年の放送法改正で義務ではなくなっている（法31条1項）。委員の任期は3年（法33条1項、定款16条）。委員長は委員の互選により選出される（法30条2項、定款15条2項）。委員長・委員とも、国会・官報で用いられる正式職名は「委員」の文字が重畳する「経営委員会委員（長）」であり、「経営委員（長）」は略称である。
経営委員会の主な職務は、協会の経営に関する基本方針等の議決と役員の職務の執行の監督である（法29条1項、定款13条1項）。現任の経営委員長は森下俊三。
かんぽ生命保険の不正事件で2018年10月23日の非公開の会合で上田良一が一旦退出した間に厳重注意が提起され反対意見はなく決まり、会長に厳重注意を言い渡した。
| 代 | 氏名       | 就任日         | 退任日         | 経歴                                                            | 備考 |
| -- | ---------- | -------------- | -------------- | --------------------------------------------------------------- | ---- |
| 1  | 矢野一郎   | 1950年6月1日   | 1956年6月5日   | 実業家：第一生命保険                                            |      |
| 2  | 阿部真之助 | 1956年6月7日   | 1960年10月15日 | ジャーナリスト：東京日々新聞主筆                                |      |
| 3  | 千葉雄次郎 | 1961年3月22日  | 1965年12月16日 |                                                                 |      |
| 4  | 靱勉       | 1965年12月23日 | 1967年6月23日  | 逓信省官僚・国際電信電話社長                                    |      |
| 5  | 松坂佐一   | 1967年7月10日  | 1967年11月27日 | 法学者：名古屋大学名誉教授                                      |      |
| 6  | 平塚泰蔵   | 1967年12月21日 | 1969年4月7日   | ジャーナリスト：東京朝日新聞社                                  |      |
| 7  | 伊藤佐十郎 | 1969年4月22日  | 1974年7月31日  | 岩手県漁業協同組合連合会会長                                    |      |
| 8  | 工藤信一良 | 1974年9月24日  | 1978年10月20日 | 実業家・パシフィック・リーグ会長                                |      |
| 9  | 伊藤義郎   | 1978年10月23日 | 1980年4月24日  | 実業家・全日本スキー連盟会長                                    |      |
| 10 | 原俊之     | 1980年5月13日  | 1981年11月12日 | 学識者：九州大学名誉教授                                        |      |
| 11 | 吉武信     | 1981年11月24日 | 1984年12月21日 | NHK、朝日新聞社                                                 |      |
| 12 | 竹田弘太郎 | 1984年12月24日 | 1986年10月28日 | 実業家：名古屋鉄道社長                                          |      |
| 13 | 磯田一郎   | 1986年11月11日 | 1989年4月10日  | 銀行家：住友銀行頭取・会長、経団連副会長・元ラグビー日本代表    |      |
| 14 | 天野歓三   | 1989年4月12日  | 1990年12月21日 |                                                                 |      |
| 15 | 竹見淳一   | 1990年12月25日 | 1992年12月10日 | 実業家：日本ガイシ会長、ワシントンホテル取締役                  |      |
| 16 | 小林庄一郎 | 1992年12月22日 | 1998年6月18日  | 実業家：関西電力社長                                            |      |
| 17 | 須田寛     | 1998年6月23日  | 2004年12月10日 | 実業家：JR東海社長                                              |      |
| 18 | 石原邦夫   | 2004年12月21日 | 2007年4月10日  | 実業家：東京海上日動火災保険、日米経済協議会会長、経団連副会長  |      |
| 19 | 古森重隆   | 2007年6月26日  | 2008年12月21日 | 実業家：富士フイルムホールディングス社長                        |      |
| 20 | 小丸成洋   | 2008年12月22日 | 2011年1月25日  | 実業家：福山通運社長                                            |      |
| 21 | 數土文夫   | 2011年4月12日  | 2012年5月24日  | 実業家：JFEホールディングス社長、東京電力会長                   |      |
| 22 | 浜田健一郎 | 2012年9月11日  | 2016年6月19日  | 実業家：ANA総合研究所会長                                       |      |
| 23 | 石原進     | 2016年6月28日  | 2019年12月10日 | 実業家：東京大学法学部、パリ第1大学経営大学院等卒・九州旅客鉄道 |      |
| 24 | 森下俊三   | 2019年12月24日 | 2024年2月29日  | 実業家：NTT西日本社長、阪神高速道路会長                         |      |
| 25 | 古賀信行   | 2024年3月12日  |                | 実業家：野村ホールディングス社長、交通政策審議会会長            |      |

#### 会長
会長
会長は経営委員会の議決により選任される（法52条1項・2項、定款38条）。任期は3年（法53条1項、定款39条）。会長の職務は協会の代表と業務の総理である（法51条1項、定款36条1項）。1980年代末期より会長は内部昇格が主 であったが、2008年1月25日以降は外部招聘となっている。
- 会長の年俸は3000万程度とされる。専業であることが義務で（このため収入は前職より確実に減少する）、さらに国会答弁やマスコミ対応が求められる性質上、就任希望者は少ないと言われる。

副会長は経営委員会の同意を得て会長が任命する（法52条3項、定款38条）。任期は3年（法53条1項、定款39条）。副会長の職務は会長の補佐・業務の掌理等である（法51条2項、定款36条2項）。理事・専務理事は経営委員会の同意を得て会長が任命する（法52条3項、定款38条）。任期は2年（法53条1項、定款39条）。理事の職務は会長および副会長の補佐・協会の業務の掌理等である（法51条3項）。
| 代 | 氏名                           | 在職期間                                   | 出身地   | 学歴                           | 職歴                                                                           | 備考 |
| -- | ------------------------------ | ------------------------------------------ | -------- | ------------------------------ | ------------------------------------------------------------------------------ | --- |
| 1  | 岩原謙三 いわはら けんぞう     | 1926年8月6日 - 1936年7月12日               | 石川県   | 東京商船学校                   | 社団法人東京放送局理事長 足利紡績社長 日本無線電話                             | 在任中に死去 |
| 2  | 小森七郎 こもり しちろう       | 1936年9月5日 - 1943年5月15日               | 栃木県   | 帝国大学                       | 逓信省逓信局長 日本放送協会専務理事                                            | |
| 3  | 下村宏 しもむら ひろし         | 1943年5月15日 - 1945年4月7日               | 和歌山県 | 東京帝国大学                   | 台湾総督府総務長官 朝日新聞社副社長 早稲田大学科外講師 拓殖大学学長 貴族院議員 | 退任後情報局総裁として玉音放送に係わる。 |
| 4  | 大橋八郎 おおはし はちろう     | 1945年4月21日 - 1946年2月20日              | 富山県   | 東京帝国大学                   | 日本電信電話公社総裁                                                           | 公職追放により失職。 |
| 5  | 高野岩三郎 たかの いわさぶろう | 1946年4月26日 - 1949年4月5日               | 長崎県   | 東京帝国大学法科大学           | 大原社会問題研究所所長                                                         | 任期満了直前に死去。 |
| 6  | 古垣鐵郎 ふるかき てつろう     | 1949年5月30日 - 1950年5月31日              | 鹿児島県 | リヨン大学                     | 国際連盟事務局 朝日新聞社記者 日本交響楽団理事長 NHK専務理事                   | 社団法人日本放送協会会長の任期 |
| 6  | 古垣鐵郎 ふるかき てつろう     | 1950年6月1日 - 1956年6月13日               | 鹿児島県 | リヨン大学                     | 国際連盟事務局 朝日新聞社記者 日本交響楽団理事長 NHK専務理事                   | 特殊法人日本放送協会会長の任期 |
| 7  | 永田清 ながた きよし           | 1956年6月13日 - 1957年11月3日              | 福岡県   | 慶應義塾大学経済学部           | 日新製糖社長 日本ゴム社長 福岡製紙社長                                         | 任期中に死去。 |
| 8  | 野村秀雄 のむら ひでお         | 1958年1月14日 - 1960年10月17日             | 広島県   | 早稲田大学専門部法律学校       | 朝日新聞社代表取締役 熊本日日新聞社社長 国家公安委員                           | |
| 9  | 阿部眞之助 あべ しんのすけ     | 1960年10月17日 - 1964年7月9日              | 埼玉県   | 東京帝国大学文学部社会学科     | 東京日日新聞社主筆 NHK経営委員長                                               | 2期目の任期中に死去。 |
| 10 | 前田義徳 まえだ よしのり       | 1964年7月17日 - 1973年7月16日 （任期満了） | 北海道   | 東京外国語大学イタリア語科     | 朝日新聞社記者 NHK副会長                                                       | |
| 11 | 小野吉郎 おの きちろう         | 1973年7月17日 - 1976年9月4日               | 広島県   | 九州帝国大学法文学部           | 郵政省事務次官 NHK副会長                                                       | ロッキード事件で逮捕され、東京拘置所から保釈された元首相の田中角栄を東京都文京区目白台の私邸に見舞ったことが問題となり、任期途中で辞職に追い込まれた。 |
| 12 | 坂本朝一 さかもと ともかず     | 1976年9月21日 - 1982年7月2日               | 東京府   | 早稲田大学文学部英文学専攻科   |                                                                                | 初のNHK出身者。 |
| 13 | 川原正人 かわはら まさと       | 1982年7月3日 - 1988年7月2日 （任期満了）   | 東京府   | 東京大学経済学部               | NHK専務理事                                                                    | |
| 14 | 池田芳蔵 いけだ よしぞう       | 1988年7月3日 - 1989年4月4日                | 兵庫県   | 東京帝国大学経済学部           | 三井物産会長                                                                   | 初の外部招聘。77歳で会長に就任したが、1年弱で辞任。 |
| 15 | 島桂次 しま けいじ             | 1989年4月12日 - 1991年7月16日              | 栃木県   | 東北大学文学部                 | NHK報道局長・副会長                                                            | 国会での虚偽答弁が発覚したため辞職。 |
| 16 | 川口幹夫 かわぐち みきお       | 1991年7月31日 - 1997年7月30日 （任期満了） | 鹿児島県 | 東京大学文学部                 | NHK交響楽団理事長                                                              | |
| 17 | 海老沢勝二 えびさわ かつじ     | 1997年7月31日 - 2005年1月25日              | 茨城県   | 早稲田大学政治経済学部政治学科 | NHKエンタープライズ社長                                                        | 一連の不祥事の責任を取り3期目途中で辞職。その後も引き続き大相撲横綱審議委員会委員を在任し、第11代委員長（2007年1月〜2009年1月）も務めた。              |
| 18 | 橋本元一 はしもと げんいち     | 2005年1月25日 - 2008年1月24日 （任期満了） | 静岡県   | 東京工業大学理工学部           | NHK技術局専務理事・技師長                                                      | 職員によるインサイダー株取引問題の責任を取り、1期目の任期切れ日に辞職。                                                                                |
| 19 | 福地茂雄 ふくち しげお         | 2008年1月25日 - 2011年1月24日 （任期満了） | 福岡県   | 長崎大学経済学部               | アサヒビール社長・会長・相談役                                                 | 20年ぶりとなる外部招聘。 |
| 20 | 松本正之 まつもと まさゆき     | 2011年1月25日 - 2014年1月24日 （任期満了） | 三重県   | 名古屋大学法学部               | JR東海代表取締役社長・副会長                                                   | 外部招聘。 |
| 21 | 籾井勝人 もみい かつと         | 2014年1月25日 - 2017年1月24日（任期満了）  | 福岡県   | 九州大学経済学部               | 日本ユニシス代表取締役社長・相談役                                             | 外部招聘。 |
| 22 | 上田良一 うえだ りょういち     | 2017年1月25日 - 2020年1月24日 （任期満了） | 長崎県   | 一橋大学法学部                 | 米国三菱商事代表取締役社長 NHK常勤経営委員兼監査委員長                         | 3期振りに内部昇格。 経営委員からの就任は9代目の阿部会長以来57年ぶり。                                                                                  |
| 23 | 前田晃伸 まえだ てるのぶ       | 2020年1月25日 - 2023年1月24日 （任期満了） | 熊本県   | 東京大学法学部                 | みずほフィナンシャルグループ社長・名誉顧問 国家公安委員会元委員                | 2期振りに外部招聘。 |
| 24 | 稲葉延雄 いなば のぶお         | 2023年1月25日 -                            | 静岡県   | 東京大学経済学部               | リコー経済社会研究所参与 日本銀行元理事                                        | 外部招聘。 |

#### 理事会
理事会
協会役員のうち、会長、副会長、専務理事・理事により理事会が構成される（法50条1項）。理事会は協会の重要業務の執行について審議する（法50条2項）。
監査委員会
監査委員会は放送法に基づき協会に設置される機関である（法42条1項、定款25条1項）。同法改正により2008年4月1日にそれまでの監事を廃止して新設された。監査委員は経営委員会の委員の中から経営委員会が任命し、監査委員3人以上（内1人は常勤の経営委員）で組織する（法42条2項・3項、定款25条2項・3項）。経営委員会の構成員の正式呼称は「経営委員」でなく単に「委員」（経営委員会委員）であるが、監査委員会の構成員の場合は「委員」ではなく「監査委員」が正式呼称となる。監査委員会に委員長・議長等を置く旨の規定はなく、その招集は各監査委員が行うことができる。
監査委員会の職務は役員の職務の執行の監査である（法43条、定款26条）。放送法上、役員の職務の執行を監査する権限は（総体としての）監査委員会にあるが、その執行における個別の行為（報告請求や調査）は監査委員会において、選定された監査委員（選定監査委員）が行う。

#### 放送番組審議会
日本放送協会には審議機関として、中央放送番組審議会、地方放送番組審議会、国際放送番組審議会が置かれている（法82条）。
中央放送番組審議会
国内放送全般・全国向けの放送番組を対象とする。15人以上の委員で構成。委員は経営委員会の同意を得て会長が委嘱する。
地方放送番組審議会
地域向けの放送番組を対象とする。八つの地域ごとに設置。7人以上の委員で構成。当該地域に住所を有する学識経験者のうちから会長が委嘱する。
国際放送番組審議会
国際放送全般・国際放送等の放送番組を対象とする。10人以上の委員で構成。委員は経営委員会の同意を得て会長が委嘱する。

### 地域放送局
太字は各地方の拠点となる放送局。関東甲信越以外のそれは2019年6月14日の組織改正で「拠点放送局」と改称されていた。ただし、放送上の呼称は今まで通り「拠点」を省いた「NHK〇〇放送局」のままである。その後、これらの7拠点放送局の名称について、2022年4月1日付で再度「放送局」に戻すことになった。関東甲信越に関しては、拠点放送局の役割を果たす「首都圏局」が2020年8月3日の組織改正で新設された。
2015年度の職制改正で「支局」が一気に増えた。
| 地域ブロック        | 放送局           | 支局         | 支局                   | 地域ブロック | 放送局 | 支局 | 支局 |
| 地域ブロック        | 放送局           |              | （報道室・通信部）     | 地域ブロック | 放送局 | | （報道室・通信部） |
| ------------------- | ---------------- | ------------ | ---------------------- | --- | --- | --- | --- |
| 北海道              | 札幌放送局       |              | 千歳、小樽、岩見沢     | 近畿（関西） | 大阪放送局 | | 関西空港 |
| 北海道              | 函館放送局       |              |                        | 近畿（関西） | 京都放送局 | | 学研都市、丹後舞鶴 |
| 北海道              | 旭川放送局       |              | 稚内                   | 近畿（関西） | 神戸放送局 | 姫路 | 豊岡 |
| 北海道              | 帯広放送局       |              |                        | 近畿（関西） | 和歌山放送局 | | 南紀新宮、南紀田辺 |
| 北海道              | 釧路放送局       |              | 根室                   | 近畿（関西） | 奈良放送局 | | 奈良やまと路 |
| 北海道              | 北見放送局       |              |                        | 近畿（関西） | 大津放送局 | | 彦根 |
| 北海道              | 室蘭放送局       |              | 苫小牧                 | 中国 | 広島放送局 | 福山 | 呉、尾道 |
| 東北                | 仙台放送局       |              | 石巻、気仙沼           | 中国 | 岡山放送局 | | 倉敷 |
| 東北                | 秋田放送局       |              | 横手、大館             | 中国 | 松江放送局 | | 浜田 |
| 東北                | 山形放送局       | 鶴岡         | 酒田、米沢             | 中国 | 鳥取放送局 | 米子 | 倉吉 |
| 東北                | 盛岡放送局       |              | 大船渡・陸前高田、釜石 | 中国 | 山口放送局 | 下関 | 周南、岩国 |
| 東北                | 福島放送局       | 郡山、いわき | 会津若松、南相馬       | 四国 | 松山放送局 | | 八幡浜、今治 |
| 東北                | 青森放送局       | 弘前、八戸   | 三沢、むつ             | 四国 | 高知放送局 | | 高知くろしお |
| 関東甲信越          | 本部（首都圏局） |              | 多摩                   | 四国 | 徳島放送局 | | 阿南 |
| 関東甲信越          | 長野放送局       | 松本         | 飯田                   | 四国 | 高松放送局 | | 丸亀 |
| 関東甲信越          | 新潟放送局       |              | 長岡、上越             | 九州・沖縄 | 福岡放送局 | | 久留米 |
| 関東甲信越          | 甲府放送局       |              | 富士吉田               | 九州・沖縄 | 北九州放送局 | | |
| 関東甲信越          | 横浜放送局       |              | 横須賀、厚木、小田原   | 九州・沖縄 | 熊本放送局 | | 水俣、阿蘇 |
| 関東甲信越          | 前橋放送局       |              | 両毛広域               | 九州・沖縄 | 長崎放送局 | 佐世保 | |
| 関東甲信越          | 水戸放送局       |              | つくば                 | 九州・沖縄 | 鹿児島放送局 | | 奄美、薩摩川内 |
| 関東甲信越          | 千葉放送局       |              | 成田、東葛             | 九州・沖縄 | 宮崎放送局 | | 延岡、都城 |
| 関東甲信越          | 宇都宮放送局     |              |                        | 九州・沖縄 | 大分放送局 | | 日田 |
| 関東甲信越          | さいたま放送局   |              |                        | 九州・沖縄 | 佐賀放送局 | | 唐津 |
| 中部 （東海・北陸） | 名古屋放送局     | 豊橋         | 小牧、中部空港、岡崎   | 九州・沖縄 | 沖縄放送局 | | 沖縄中部 |
| 中部 （東海・北陸） | 金沢放送局       |              | 能登、小松             | 小樽・岩見沢は1988年の組織再編で一旦報道室に格下げ、2015年度職制改正で支局に。宮古島・八重山は本土復帰に際し順次現地事務所に格下げ。 | 小樽・岩見沢は1988年の組織再編で一旦報道室に格下げ、2015年度職制改正で支局に。宮古島・八重山は本土復帰に際し順次現地事務所に格下げ。 | 小樽・岩見沢は1988年の組織再編で一旦報道室に格下げ、2015年度職制改正で支局に。宮古島・八重山は本土復帰に際し順次現地事務所に格下げ。 | 小樽・岩見沢は1988年の組織再編で一旦報道室に格下げ、2015年度職制改正で支局に。宮古島・八重山は本土復帰に際し順次現地事務所に格下げ。 |
| 中部 （東海・北陸） | 静岡放送局       | 浜松         | 沼津、伊東             | 小樽・岩見沢は1988年の組織再編で一旦報道室に格下げ、2015年度職制改正で支局に。宮古島・八重山は本土復帰に際し順次現地事務所に格下げ。 | 小樽・岩見沢は1988年の組織再編で一旦報道室に格下げ、2015年度職制改正で支局に。宮古島・八重山は本土復帰に際し順次現地事務所に格下げ。 | 小樽・岩見沢は1988年の組織再編で一旦報道室に格下げ、2015年度職制改正で支局に。宮古島・八重山は本土復帰に際し順次現地事務所に格下げ。 | 小樽・岩見沢は1988年の組織再編で一旦報道室に格下げ、2015年度職制改正で支局に。宮古島・八重山は本土復帰に際し順次現地事務所に格下げ。 |
| 中部 （東海・北陸） | 福井放送局       |              | 嶺南                   | 小樽・岩見沢は1988年の組織再編で一旦報道室に格下げ、2015年度職制改正で支局に。宮古島・八重山は本土復帰に際し順次現地事務所に格下げ。 | 小樽・岩見沢は1988年の組織再編で一旦報道室に格下げ、2015年度職制改正で支局に。宮古島・八重山は本土復帰に際し順次現地事務所に格下げ。 | 小樽・岩見沢は1988年の組織再編で一旦報道室に格下げ、2015年度職制改正で支局に。宮古島・八重山は本土復帰に際し順次現地事務所に格下げ。 | 小樽・岩見沢は1988年の組織再編で一旦報道室に格下げ、2015年度職制改正で支局に。宮古島・八重山は本土復帰に際し順次現地事務所に格下げ。 |
| 中部 （東海・北陸） | 富山放送局       |              | 高岡、魚津             | 小樽・岩見沢は1988年の組織再編で一旦報道室に格下げ、2015年度職制改正で支局に。宮古島・八重山は本土復帰に際し順次現地事務所に格下げ。 | 小樽・岩見沢は1988年の組織再編で一旦報道室に格下げ、2015年度職制改正で支局に。宮古島・八重山は本土復帰に際し順次現地事務所に格下げ。 | 小樽・岩見沢は1988年の組織再編で一旦報道室に格下げ、2015年度職制改正で支局に。宮古島・八重山は本土復帰に際し順次現地事務所に格下げ。 | 小樽・岩見沢は1988年の組織再編で一旦報道室に格下げ、2015年度職制改正で支局に。宮古島・八重山は本土復帰に際し順次現地事務所に格下げ。 |
| 中部 （東海・北陸） | 津放送局         |              | 四日市、尾鷲           | 小樽・岩見沢は1988年の組織再編で一旦報道室に格下げ、2015年度職制改正で支局に。宮古島・八重山は本土復帰に際し順次現地事務所に格下げ。 | 小樽・岩見沢は1988年の組織再編で一旦報道室に格下げ、2015年度職制改正で支局に。宮古島・八重山は本土復帰に際し順次現地事務所に格下げ。 | 小樽・岩見沢は1988年の組織再編で一旦報道室に格下げ、2015年度職制改正で支局に。宮古島・八重山は本土復帰に際し順次現地事務所に格下げ。 | 小樽・岩見沢は1988年の組織再編で一旦報道室に格下げ、2015年度職制改正で支局に。宮古島・八重山は本土復帰に際し順次現地事務所に格下げ。 |
| 中部 （東海・北陸） | 岐阜放送局       | 高山         | 多治見                 | 小樽・岩見沢は1988年の組織再編で一旦報道室に格下げ、2015年度職制改正で支局に。宮古島・八重山は本土復帰に際し順次現地事務所に格下げ。 | 小樽・岩見沢は1988年の組織再編で一旦報道室に格下げ、2015年度職制改正で支局に。宮古島・八重山は本土復帰に際し順次現地事務所に格下げ。 | 小樽・岩見沢は1988年の組織再編で一旦報道室に格下げ、2015年度職制改正で支局に。宮古島・八重山は本土復帰に際し順次現地事務所に格下げ。 | 小樽・岩見沢は1988年の組織再編で一旦報道室に格下げ、2015年度職制改正で支局に。宮古島・八重山は本土復帰に際し順次現地事務所に格下げ。 |

#### 地域局の組織再編
全局規模で組織の見直しを継続して進めているが、国の方針に基づく営業実務の外部委託拡大により、営業部門の業務重点が顧客管理の大元締めと委託先業者の監督に移行しつつある。このため、支局に設けられていた営業拠点の管理元放送局集約を図っている。
特に北海道では放送局に設けられていた営業部が全廃され、札幌局営業推進部の下、全道を地域振興局管轄にかかわらず4つのエリアに分け、それぞれを担当する営業センターが営業部が行っていた実務を担う体制に再編された。また、広島県の福山支局では、放送会館の老朽化に伴い閉鎖・跡地売却の方針が決められ、支局機能の再編・近隣移転に合わせ備後地域を担当していた福山営業室が廃止され広島局営業推進部直轄に変更される。同様に兵庫県の姫路支局でも放送会館の老朽化により閉鎖が決まり、営業部も播磨地域は神戸放送局、但馬地域は尼崎市の阪神営業センターに変更された。
いわゆる「令和改革」に伴い、2021年以降合理化のため、2年かけて一般的な放送局では4部置かれていた「部制」から「センター制」に移行した。「センター制」は平成期にも試行されていたことがあったが、「部制」を残したままの中途半端な状態であった。移行後の局内組織は以下の通り。
- 札幌・松山以外の拠点局：経営管理センター、視聴者リレーションセンター、コンテンツセンター
- 松山、北海道以外の一般局：経営管理企画センター、コンテンツセンター
- 札幌：経営管理センター、メディアセンター
- 道内一般局：センターは設けず（局内まるごとメディアセンター状態）

| 実施日        | 対象拠点局 | 対象一般局                                                 | 備考                                 |
| ------------- | ---------- | ---------------------------------------------------------- | ------------------------------------ |
| 2021年4月1日  | 大阪       |                                                            | 副本部機能を有するため部制を残す     |
| 2021年11月1日 |            | 秋田、山形、青森                                           | 本格導入に向けて先行実施             |
| 2022年4月1日  | 仙台       | 盛岡、福島                                                 | 先行局に揃えた                       |
| 2022年4月1日  | 名古屋     | 金沢、静岡、福井、富山、津、岐阜                           |                                      |
| 2022年4月1日  |            | 京都、神戸、和歌山、奈良、大津                             | 大阪局は先行実施済み                 |
| 2022年4月1日  | 福岡       | 北九州、熊本、長崎、鹿児島、宮崎、大分、佐賀、沖縄         |                                      |
| 2022年7月1日  | 首都圏     | 長野、新潟、甲府、横浜、前橋、水戸、千葉、宇都宮、さいたま |                                      |
| 2022年7月1日  | 広島       | 岡山、松江、鳥取、山口                                     |                                      |
| 2022年7月1日  | 松山       | 高知、徳島、高松                                           | 松山局は小規模拠点故に一般局並み体制 |
| 2023年4月1日  | 札幌       | - 室蘭、函館、旭川 - 北見、帯広 - 釧路                     | 1道1ブロックのため他地域と異なる体制 |

#### 地域放送局と民間放送との共同企画・キャンペーン
ここでは、2023年時点で地域放送局がその地域の民間放送と共同でキャンペーンや企画を展開した例を記載する。
共同キャンペーン
熊本県を除きいずれも新型コロナウイルスの感染予防などに関するものとなっている。また、秋田県と愛媛県及び高知県においては前述以外でも共同キャンペーンを実施している。
- 秋田県（テレビ）[71]：秋田局・秋田放送・秋田朝日放送・秋田テレビ
- 富山県
  - テレビ[71]：富山局・北日本放送・チューリップテレビ・富山テレビ放送
  - ラジオ[72]：富山局・北日本放送・富山エフエム放送
- 福井県
  - テレビ：福井局・福井放送・福井テレビジョン放送
  - ラジオ：福井局・福井放送・福井エフエム放送・福井街角放送・たんなん夢レディオ・敦賀FM放送
- 岡山県（ラジオ）：岡山局・RSK山陽放送・岡山エフエム放送・岡山シティエフエム
- 岡山県・香川県（テレビ）[71][73]：岡山局・高松局・西日本放送・瀬戸内海放送・RSK山陽放送・テレビせとうち・岡山放送
- 愛媛県（ラジオ）[71]：松山局・南海放送・エフエム愛媛
- 高知県
  - テレビ[71][74]：高知局・高知放送・テレビ高知・高知さんさんテレビ
  - ラジオ[71][75]：高知局・高知放送・エフエム高知
- 宮崎県（テレビ）[71]：宮崎局・宮崎放送・テレビ宮崎
- 熊本県（テレビ）[76][77][78]：熊本局・熊本放送・熊本県民テレビ・熊本朝日放送・テレビ熊本

共同企画・共同制作
- 福島県[79]：福島局・福島中央テレビ
- 長野県[80]：長野局・テレビ信州
- 石川県（いしかわの壺）：金沢局・金沢ケーブル
- 近畿広域（関西発 命のラジオ）[81][82]：大阪局・MBSラジオ・朝日放送ラジオ・大阪放送（ラジオ大阪）・ラジオ関西・京都放送・和歌山放送
- 徳島県（防災特別番組）[83][84]：徳島局・四国放送・エフエム徳島・エフエムびざん
- 福岡県（ライフサポーター あなたを守る防災ラジオ）[85]：福岡局・RKB毎日放送・九州朝日放送・エフエム福岡・CROSS FM・ラブエフエム国際放送

### 海外総支局
- ヨーロッパ総局（ フランス・パリ）
  - ロンドン支局（ イギリス）
  - ブリュッセル支局（ ベルギー）
  - ベルリン支局（ ドイツ）
  - ウィーン支局（ オーストリア）
  - モスクワ支局（ ロシア）
  - カイロ支局（ エジプト）
  - ヨハネスブルク支局（ 南アフリカ共和国）
  - エルサレム支局（ イスラエル）
  - テヘラン支局（ イラン）
  - ドバイ支局（ アラブ首長国連邦）
- 中国総局（ 中華人民共和国北京市）
  - 上海支局
  - 広州支局
  - 香港支局（ 香港）
  - 台北支局 （ 中華民国台湾）
  - ソウル支局（ 韓国）
- アジア総局（ タイ・バンコク）
  - マニラ支局（ フィリピン）
  - ハノイ支局（ ベトナム）
  - シンガポール支局（ シンガポール）
  - ジャカルタ支局（ インドネシア）
  - ニューデリー支局（ インド）
  - イスラマバード支局（ パキスタン）
  - ウラジオストク支局（ ロシア）
  - シドニー支局（ オーストラリア）
- アメリカ総局（ アメリカ合衆国ニューヨーク市）
  - ワシントン支局
  - ロサンゼルス支局
  - サンパウロ支局（ ブラジル）

### 施設・関連機関
現在
- NHK放送センター周辺施設
  - NHKホール - 『うたコン』『思い出のメロディー』『NHK紅白歌合戦』『NHKのど自慢チャンピオン大会』など
- 渋谷スクランブルスクエア（東京都渋谷区）
  - NHKプラスクロスSHIBUYA
- SKIPシティ（埼玉県川口市）
  - NHKアーカイブス
- NHK大阪放送局
  - NHK大阪ホール - 『上方演芸ホール』『三枝とナニワ三姉妹!』など。NHKきんきメディアプラン社→NHKプラネット近畿総支社→NHKエンタープライズ近畿総支社運営
- NHK名古屋放送局 放送体験スタジオ・わくわく

その他、所有する施設には、NHK放送博物館、NHK放送文化研究所、NHK放送技術研究所、千代田放送会館、NHK京都保養所洛風荘がある。
過去
いずれもNHK放送センターの建て替えに伴い、閉鎖となっている。
- NHKスタジオパーク - 『スタジオパークからこんにちは』『土曜スタジオパーク』『ゆうどきネットワーク』
- みんなの広場ふれあいホール - 『爆笑オンエアバトル』『BSななみDEどーも』『BSふれあいホール』『シブヤらいぶ館』など

## 経営、財務

### 経営計画
事業一切は、中期計画である経営計画に基づいて行われる。放送法令での具体的規定はないが、法令に基づく毎年の計画は、この経営計画に基づいて作成される。経営計画では、ネットワーク・編成・人事・収支その他、経営・事業活動一切について、概ね3年ないし5年の単位での目標とすべき事柄を定める。
経営計画の意思決定は以下のようにして決められる。
1. 執行部が素案を作成し、経営委員会、与党の意見を仰ぐ。
2. NHKオンラインなどで公表し、視聴者からの意見を募集。
3. 各方面からの意見を集約して修正を加え、執行部が最終案を経営委員会に提出。
4. 経営委員会が承認した場合に限り、最終案が確定。中期経営計画についてはここで最終決定。
  - 橋本元一の会長時代に、ここで承認が得られず、経営計画が単年度分になってしまったことがある。
  - 後任会長の福地茂雄の就任時代には、執行部が「白紙状態」とした受信料の扱いについて、経営委員会が「その次（2012年度開始）の経営計画実施から収入の1割を還元する」旨経営計画を修正して承認議決した。
5. 4.の最終案を総務大臣に提出。総務大臣は差し戻しとしない場合意見を付けて衆議院に提出。
6. 衆議院総務委員会で審議。承認される場合は、大抵附帯決議がなされ、本会議へ。
7. 衆議院本会議で承認されると、参議院へ送付。
8. 参議院総務委員会で審議。ここでも承認される場合に附帯決議がついて、本会議へ。
9. 参議院本会議で承認されて、成立。

### 財務会計
日本放送協会の財務諸表は、会計検査院の検査を経て国会に提出することとなっており（法74条第3項）、会計についても会計検査院が検査する（法79条）。

#### 財務内容
2019年度現在、現預金を1000億円、国債等の有価証券を3400億円近く保有しており、資産は簿価で1.3兆円程度計上されている。負債の大半は前受け受信料や退職引当金等の引当金になっており合計で4500億円程度である。そして、簿価ベースでの自己資本は9000億円程度である。なお、不動産の多くが簿価で計上されており、本社所在地の10万平方メートルに上る不動産含み益だけでも5000億円近くになり、実質的な自己資本は1兆円を超える。資産の質が高く、負債の質も高いため、極めて流動性の高い財務構成となっている。通常の優良と言われる営利企業と比べた場合でも、財務内容は極めて健全である。売上高は年々増加しており、赤字を出さない黒字経営を続けている。
また、キャッシュフローは営業キャッシュフローが毎年1200億円、投資は有価証券投資等の非事業性のものに多くが費やされている。

#### 2001年度以降の決算
| 決算期   | 経常事業収入 （売上高） | 経常事業支出 （営業費用） | 経常事業収支差金 （営業利益） | 当期事業収支差金 （当期純利益） |
| -------- | ----------------------- | ------------------------- | ----------------------------- | ------------------------------- |
| 2001年度 | 7,356                   | 7,169                     | 187                           | 165                             |
| 2002年度 | 7,347                   | 7,220                     | 126                           | 142                             |
| 2003年度 | 7,445                   | 7,284                     | 161                           | 160                             |
| 2004年度 | 7,617                   | 7,457                     | 160                           | 146                             |
| 2005年度 | 7,471                   | 7,439                     | 32                            | 70                              |
| 2006年度 | 7,370                   | 7,235                     | 135                           | 261                             |
| 2007年度 | 7,371                   | 7,050                     | 321                           | 394                             |
| 2008年度 | 7,147                   | 6,900                     | 246                           | 253                             |
| 2009年度 | 7,209                   | 7,125                     | 147                           | 109                             |
| 2010年度 | 7,376                   | 7,166                     | 293                           | 38                              |
| 2011年度 | 7,492                   | 7,310                     | 282                           | 223                             |
| 2012年度 | 7,352                   |                           | 202                           | 224                             |
| 2013年度 | 7,362                   |                           | 155                           | 227                             |
| 2014年度 | 7,463                   |                           | 261                           | 433                             |
| 2015年度 | 7,547                   |                           | 264                           | 318                             |
| 2016年度 | 7,685                   |                           | 208                           | 274                             |
| 2017年度 | 7,851                   | 7,677                     | 174                           | 229                             |
| 2018年度 | 8,010                   | 7,717                     | 292                           | 304                             |
| 2019年度 | 7,963                   | 7,785                     | 177                           | 227                             |
| 2020年度 | 7,137                   | 6,939                     | 261                           | 268                             |
| 2021年度 | 7,048                   | 6,664                     | 383                           | 421                             |
| 2022年度 | 6,972                   | 6,786                     | 255                           | 285                             |
| 2023年度 |                         |                           |                               |                                 |

△は赤字を示す。

### 主な職種
主に以下の職種に大別される。
- アナウンサー
- 記者
- 番組制作
- 技術 - 送出技術、制作技術（カメラ撮影や音声、ポスプロ業務）、送受信技術（放送所の保守管理や受信環境の維持）に大別。高校、高専卒の職員も多い。子会社への定期出向、放送技術研究所への配属もある。
- 報道カメラマン - 【映像取材（えいぞうしゅざい）】と呼ばれる。リポートもこなすほか、『NHKスペシャル』などの大型番組の撮影も担当。潜水や登山などに特化した人材育成も行われる。
- 放送管理 - 経理や総務、予算策定、編成[99] など。
- 営業 - 受信料を集める仕事。外部委託を図っており、中・長期的に削減の一途にある。

「令和改革」以前は職種別採用を行っており、職員採用形態は、主に「全国異動採用（通常採用）」と「エリアフランチャイズ採用」の2種類があるが、エリアフランチャイズであっても状況に応じてエリア外へ配置転換となる。次期経営計画では、従来の「エリアフランチャイズ採用」（本部採用）に替わる概念として、地域から幅広く人材を集める「地域限定採用制度」を積極的に導入することを明記した。最長5年を限度として、特定局限定で勤務する正職員（契約職員）として採用が行われていた。
「令和改革」以後は合理化と組織の流動化を進めるため、職種別採用は廃止され、「エリアフランチャイズ採用」を通常の正職員採用としたうえで「地域勤務採用」に改めた。基本的には採用試験時の希望職種が優先されるものの、必要に応じて他の職種への配置換えが従前よりも積極的に行われる。特に「地域勤務採用」では同じ局内で様々な仕事を経験させ、必要に応じて管内での転勤もある。

### 職員の賃金
賃金は以下のように公表されている。数字上では霞ヶ関の官公庁キャリア職員より好待遇であるが、5年後をめどに基本給部分を1割削減することが2013年に発表されている。2015年度の職員の平均年収は約1,160万円である。2015年の英国放送協会（BBC）の平均給与は年間43,000ポンド（約688万円、1£=160円換算）である。
- 理事（役員）待遇

年俸1,694万円＋月の諸手当（住宅補助手当10,000円 - 50,000円、単身赴任手当A 40,000円＋同B）
- D8－D6クラス：幹部管理職（40代後半 - 50代後半）

1,403万円 - 1,554万円＋月の諸手当（住宅補助手当10,000円 - 50,000円、単身赴任手当A40,000円＋同B）
D8：本部室長、主幹、地方局局長、本部主要センター長
D7：地方局副局長、本部専任局長、本部センター長、本部主要部長、地方主要局部長、記者主幹
D6：地方局放送部長、技術部長、企画総務部長、海外総局長、本部専任部長、本部番組部長、エグゼクティブプロデューサー、エグゼクティブアナウンサー
- D5-D1クラス：一般管理職（40前後 - 50代）

995.2万円 - 1,287万円＋職務手当（月額60,000円）＋ポスト長手当（月額20,000 - 30,000円）＋地域手当（4000円もしくは12,000円）＋住宅補助手当10,000円 - 50,000円＋単身赴任手当A 40,000円＋同B＋育児休職社会保険手当、介護休職社会保険手当、特定日当となる。
なお、シニアプロデューサーや記者などは同職種でもD1 - D5の間の賃金種類が存在するため、各クラスでの一般的な職種を記す。
D5：本部副部長、アナウンス室専任部長、政治部など報道局副部長、地方局営業センター長
D4：解説委員、本部副部長、アナウンス室専任室長、海外支局長、地方局部長
D3 - D1：本部および地方局副部長、シニアプロデューサー、シニアディレクター、シニアアナウンサー、シニアエンジニア、シニアカメラマン、専任記者
この他、管理職に準じるマスター級制度があるが、名ばかり管理職の指摘から制度廃止が予定されている。
公表されている給与は
- マスター級I - IV（40前後 - 50代）

基本給401,800円 - 833,000円＋職務手当＋地域手当＋住宅補助手当＋単身赴任手当＋育児休職社会保険手当＋介護休職社会保険手当＋特定日当
マスター級Iには月額115,500円 - 139,600円の職務手当が支給される。
- マスター級V - VIII（50前後以上）

基本年俸1,403万円 - 1,694万円＋住宅補助手当10,000円 - 50,000円＋単身赴任手当A 40,000円＋同B
一般職員については基本給、ボーナス、世帯給、時間外賃金、地域間調整手当、住宅補助手当、単身赴任手当、育児休職社会保険手当、介護休職社会保険手当、寒冷地手当、特定日当で加算される。
モデル賃金は35歳で700万円としているが、入局12年で退職した堀潤は、2013年4月1日のニコニコ動画で時間外等を加算して900万円くらいと明かしている。また、元BPO委員でジャーナリストの小田切誠の指摘として「平均年収は1150万円だが、残業代や諸手当を含めると1700万円を越える」という報道がある。

### 職員の国籍
2013年に偏向報道批判に関連して国会においてNHKの外国籍の職員数について質問があったが、「国籍を個別に確認しているがその後の帰化を正確に把握していない」との理由で公開されなかった。2014年に視聴者から韓国・中国・北朝鮮国籍の職員の数及び同各国籍から日本国籍に変えた職員の数がわかる資料の開示請求があったが、文書不存在を理由として非開示とされた。

## 番組

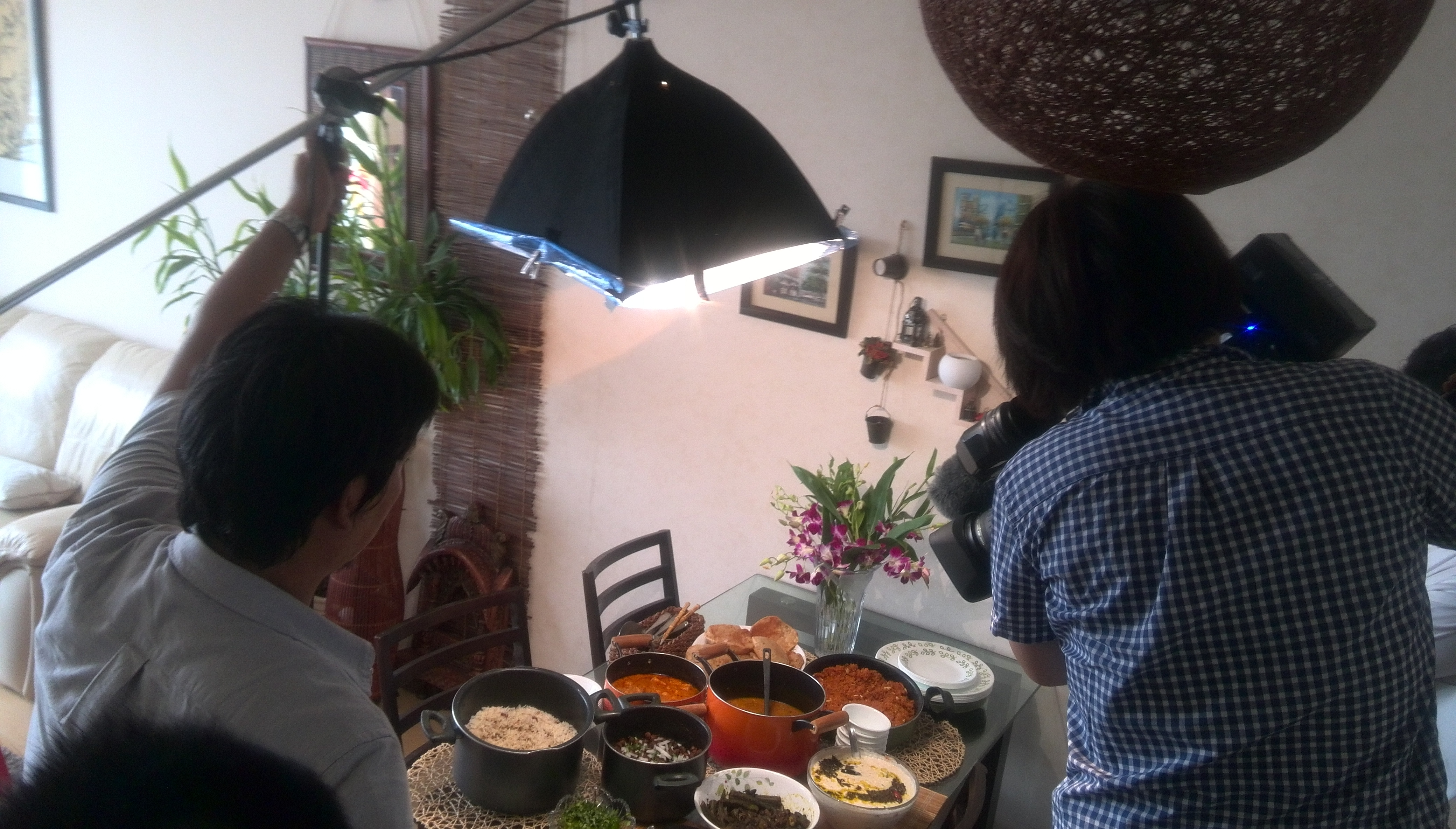
「ニュース シブ5時」料理コーナーの収録現場

### 放送波

#### 日本国内
| 教養教育25% | 報道35% | 娯楽20% |

| 教養15% | 教育65% | 報道10% |

| 教養教育40% | 報道10% | 娯楽25% |

| 教養20% | 教育10% | 報道35% | 娯楽20% |

| 教養15% | 教育75% | 報道若干 |

| 教養37,3% | 教育15,1% | 報道24,6% | 娯楽23% |

2023年度にBS2Kテレビチャンネルを1つ削減し「NHK BS」に統合、2025年度にはAMラジオ放送を1つ削減する方針。
| 1953年 2月                  | ...                         | 1959年 1月                  | ...                         | 1989年 6月                      | ...                             | 2000年 12月                                     | ...                                             | 2007年 9月                                      | ...                                             | 2011年                                          | 2011年                          | 2011年                          | 2011年                          | ...                             | 2023年 12月                       |
| 1953年 2月                  | ...                         | 1959年 1月                  | ...                         | 1989年 6月                      | ...                             | 2000年 12月                                     | ...                                             | 2007年 9月                                      | ...                                             | 3月                                             | 4月                             | ...                             | 7月                             | ...                             | 2023年 12月                       |
| --------------------------- | --------------------------- | --------------------------- | --------------------------- | ------------------------------- | ------------------------------- | ----------------------------------------------- | ----------------------------------------------- | ----------------------------------------------- | ----------------------------------------------- | ----------------------------------------------- | ------------------------------- | ------------------------------- | ------------------------------- | ------------------------------- | --------------------------------- |
| NHKアナログ総合テレビジョン | NHKアナログ総合テレビジョン | NHKアナログ総合テレビジョン | NHKアナログ総合テレビジョン | NHKアナログ総合テレビジョン     | NHKアナログ総合テレビジョン     | NHKアナログ総合テレビジョン                     | NHKアナログ総合テレビジョン                     | NHKアナログ総合テレビジョン                     | NHKアナログ総合テレビジョン                     | NHKアナログ総合テレビジョン                     | NHKアナログ総合テレビジョン     | NHKアナログ総合テレビジョン     | NHKアナログ総合テレビジョン     | —                               | —                                 |
| —                           | —                           | NHKアナログ教育テレビジョン | NHKアナログ教育テレビジョン | NHKアナログ教育テレビジョン     | NHKアナログ教育テレビジョン     | NHKアナログ教育テレビジョン                     | NHKアナログ教育テレビジョン                     | NHKアナログ教育テレビジョン                     | NHKアナログ教育テレビジョン                     | NHKアナログ教育テレビジョン                     | NHKアナログ教育テレビジョン     | NHKアナログ教育テレビジョン     | NHKアナログ教育テレビジョン     | —                               | —                                 |
| —                           | —                           | —                           | —                           | NHK衛星第1テレビジョン（旧BS1） | NHK衛星第1テレビジョン（旧BS1） | NHK衛星第1テレビジョン（旧BS1）                 | NHK衛星第1テレビジョン（旧BS1）                 | NHK衛星第1テレビジョン（旧BS1）                 | NHK衛星第1テレビジョン（旧BS1）                 | NHK衛星第1テレビジョン（旧BS1）                 | NHK BS1アナログ放送             | NHK BS1アナログ放送             | NHK BS1アナログ放送             | —                               | —                                 |
| —                           | —                           | —                           | —                           | NHK衛星第1テレビジョン（旧BS1） | NHK衛星第1テレビジョン（旧BS1） | NHK衛星第1テレビジョン（旧BS1）                 | NHK衛星第1テレビジョン（旧BS1）                 | NHK衛星第1テレビジョン（旧BS1）                 | NHK衛星第1テレビジョン（旧BS1）                 | NHK衛星第1テレビジョン（旧BS1）                 | →BS1デジタル放送へ移行          | →BS1デジタル放送へ移行          | →BS1デジタル放送へ移行          | →BS1デジタル放送へ移行          | —                                 |
| —                           | —                           | —                           | —                           | NHK衛星第2テレビジョン（BS2）   | NHK衛星第2テレビジョン（BS2）   | NHK衛星第2テレビジョン（BS2）                   | NHK衛星第2テレビジョン（BS2）                   | NHK衛星第2テレビジョン（BS2）                   | NHK衛星第2テレビジョン（BS2）                   | NHK衛星第2テレビジョン（BS2）                   | NHK BSプレミアムアナログ放送    | NHK BSプレミアムアナログ放送    | NHK BSプレミアムアナログ放送    | —                               | —                                 |
| —                           | —                           | —                           | —                           | —                               | —                               | NHKデジタル衛星ハイビジョン（BShi）アナログ放送 | NHKデジタル衛星ハイビジョン（BShi）アナログ放送 | NHKデジタル衛星ハイビジョン（BShi）アナログ放送 | —                                               | —                                               | —                               | —                               | —                               | —                               | —                                 |
| —                           | —                           | —                           | —                           | —                               | —                               | NHKデジタル衛星ハイビジョン（BShi）デジタル放送 | NHKデジタル衛星ハイビジョン（BShi）デジタル放送 | NHKデジタル衛星ハイビジョン（BShi）デジタル放送 | NHKデジタル衛星ハイビジョン（BShi）デジタル放送 | NHKデジタル衛星ハイビジョン（BShi）デジタル放送 | →BSプレミアムデジタル放送へ移行 | →BSプレミアムデジタル放送へ移行 | →BSプレミアムデジタル放送へ移行 | →BSプレミアムデジタル放送へ移行 | —                                 |
| —                           | —                           | —                           | —                           | —                               | —                               | —                                               | —                                               | —                                               | —                                               | —                                               | NHK BS1                         | NHK BS1                         | NHK BS1                         | NHK BS1                         | →NHK BSへ移行                     |
| —                           | —                           | —                           | —                           | —                               | —                               | —                                               | —                                               | —                                               | —                                               | —                                               | NHK BSプレミアム                | NHK BSプレミアム                | NHK BSプレミアム                | NHK BSプレミアム                | （停波告知→金沢総合サイマル放送） |

#### インターネット配信（日本国内限定）
- NHKネットラジオ らじる★らじる
- NHKプラス

※NHKネットラジオ らじる★らじるは2011年9月1日から、NHKプラスは2020年3月1日から国内向けに開始したが、海外ではインターネットで聞くことはできない。

#### 日本国外
- NHKワールド JAPAN
  - NHKワールド・ラジオ日本
  - NHKワールドTV（英語放送専門）
  - NHKワールド・プレミアム（日本語放送専門[注釈 21]）
  - NHK華語視界（中国語のインターネット放送）

### 番組一覧
- 日本国内向け
  - NHK総合テレビジョン番組一覧
  - NHK教育テレビジョン番組一覧
  - NHK衛星放送番組一覧
  - NHKラジオ第1番組一覧
  - NHKラジオ第2番組一覧
  - NHK FM番組一覧
  - 地域情報番組
  - NHKの特別番組一覧
  - 過去に放送した番組の記録
    - NHKクロニクル 番組表ヒストリー[113]

1951年のテレビ実験放送期からの番組の公式記録のデータベースをフリーワードで検索し確認できる。NHKアーカイブス[114] が保存している番組の検索も可能。
    - 番組タイムマシーン[115]

テレビ放送を開始した1953年以降のテレビ番組表を年月日を変更し確認できる。
    - NHKアーカイブス保存番組検索[116]

NHKアーカイブスに保存された番組の検索。サービスを終了しNHKクロニクルの番組表ヒストリーへ移行。
  - NHKネットラジオ らじる★らじる
  - NHKプラス
- 日本国外向け
  - NHKワールドTV 番組一覧
  - NHKワールドプレミアム 番組一覧
- ※NHKワールド・ラジオ日本の番組については「NHKラジオ番組一覧」および「NHK FM番組一覧」を参照
- ジャンル別
  - NHKのアニメ作品

### 民放番組の放送
民放局制作のドキュメンタリー作品のうち、文化庁芸術祭賞、放送文化基金賞、ギャラクシー賞、日本民間放送連盟賞、日本放送文化大賞、ATP賞などの受賞作品は民放各社との提携によりNHK教育テレビジョンやNHK BSプレミアムなどの番組枠で放送されることがある。2007年からは民放も含め、ドキュメンタリー番組の受賞作品が『ザ・ベストテレビ』としてNHK BSで、ラジオでの受賞作品は『ザ・ベストラジオ』としてNHK-FMにて、それぞれ毎年放送されている。
また、2013年6月29日からNHK BSプレミアムの「名作時代劇」枠ではTBS系列で放送された『大岡越前 第2部』（加藤剛主演、1971年、C.A.L.製作）を放送したり、在京民放キー局各社（テレビ東京を除く）などと共同出資している日本国際放送を通して、民放制作（民間放送教育協会を含む）のドキュメンタリー番組を国際放送のNHKワールドTVに供給したり、民放が制作した8K映像作品をNHK BS8Kにて放送したケースもある。
テレビアニメではNHK-BSでの『美少女戦士セーラームーン』（テレビ朝日系）、『けいおん!』（TBS系）、Eテレでの『日常』（再編集版）や『ラブライブ!シリーズ（そのうちラブライブ!・ラブライブ!サンシャイン!!）』など、民放で放送された作品が、それぞれ放送されたこともある。なお、『進撃の巨人』に関しては第1期がBSプレミアムで放送された後に新作（第3期）の放送権が各民放から移行した。
これに際し、一部作品において前述の放送法83条及び定款51条に抵触する広告・宣伝放送に該当する場面の対応は、作品によって異なる。『TIGER & BUNNY』では劇中のスポンサーロゴをすべて削除していた海外版の映像で放送しているのに対し、『ラブライブ!サンシャイン!!』の場合はエンディングクレジットのみの削除にとどめ、本編は編集せずそのまま放送している。

### 放送を通したバリアフリー
- 主に教育・教養系のチャンネルを中心にして視覚障害者・聴覚障害者のための番組を多数制作してきた。
- 1990年からは、ニュース映像に手話通訳（手話ニュース）や文字での要約スーパーを入れた定時ニュース番組『NHK手話ニュース』を開始。派生番組や手話を会得する講座番組も制作。
- また字幕放送も主に事前収録のドラマ・バラエティーを中心に増やし、2000年からは生番組（ニュース、情報、スポーツ中継など）でリアルタイム字幕放送を導入。後にゴールデンタイム・プライムタイムのほとんどの番組で字幕放送が行われるようになった。
- 視覚障害者向けには番組の場面を説明する解説放送が行われている。1990年から『連続テレビ小説』・『ドラマ新銀河』という2本の帯ドラマの番組から開始し、後に『ドラマ10』や海外ドラマの一部を除くほとんどのドラマ番組とバラエティ・教養・学校番組の一部で採用されている。

### 番組再販・インターネット配信
番組の再放送は原則として自局のみで行われていたものの、一部番組はケーブルテレビの自主チャンネルや一部の民放局でも放送されていた。2004年からは、大河ドラマなど、CS各局への番組再販が開始され、2006年には後述のコンテンツプロバイダー等への番組提供も始まり、本格的な番組再販が行われている。

#### NHKの番組を放送した民放局
TXNネットワーク
メガTONネットワーク時代、「ニルスのふしぎな旅」をネットワークぐるみで放送した。NHKの番組を民放ネットワークの全局で放送した唯一の事例。
沖縄テレビ放送（フジテレビ系列（FNN・FNS））
この頃はアメリカ統治下で、日本の放送局ではなかったため、沖縄放送協会（OHK・NHK沖縄放送局の前身）が開局する1968年12月までNHKの番組を独自にスポンサー・CMを付けて放送しており、『連続テレビ小説』『大河ドラマ』『スタジオ102』『私の秘密』『NHK紅白歌合戦』『大相撲中継』などの番組をネットした。開局直後は遅れネット（テープネット）のみだったが、日琉マイクロ回線が開通した後の1965年3月から同時ネットも加わり、マイクロ回線開通後にネットを始めた『NHKニュース』が東京からのニュース番組として扱われ、OHK開局直後は東京からのニュース番組が一時的に無くなったものの、九州地方にフジテレビ系列局がある程度開局した1969年から『FNNニュース』（開始当初は最終ニュースを除く）に変更されている。教育テレビの学校放送番組は、当時の琉球政府文教局提供により、琉球放送でネットしきれない分を補完する形で本土復帰直前までネットした。
琉球放送（TBS系列（JNN・JRN））
復帰前に『のど自慢素人演芸会』（現在のNHKのど自慢）をOHK開局前まではテレビとラジオで同時に、復帰直前まではラジオのみで放送した。琉球政府文教局提供の教育テレビ（復帰直前まで）やラジオ第2（NHK沖縄のラジオ第2放送開始まで）の学校放送番組を放送しており、教育テレビ版の主要ネット局だった。またラジオ開局直後には『ひるのいこい』や英会話講座が放送されたことがあるほか、テレビでは1990年代には『未来少年コナン』、2000年には放送番組センターの配給で『ドキュメントにっぽん』が放送された。
ラジオ沖縄（NRN系列）
復帰前に、『NHK紅白歌合戦』など一部のラジオ番組が独自にスポンサー・CMを付けて放送していたほか、ラジオ第2の学校放送番組が復帰直前まで琉球政府文教局の提供で、復帰直後からNHK沖縄のラジオ第2放送開始まではローカルセールスのノースポンサーで放送された。
極東放送（独立放送局・エフエム沖縄の法人上の前身）
アメリカ統治下は宗教放送局であり、ラジオ第2の学校放送番組を琉球政府文教局提供で復帰直前までの短期間（1970年代のみ）だけ放送されていた。ただし、番組の殆どが琉球放送とラジオ沖縄に押さえられている関係で、非常に少なかった。
仙台放送、山形テレビ（FNN系列）、日本テレビ（NNN系列）、関西テレビ（FNN系列）、KBS京都（独立局）
『未来少年コナン』を購入。
青森朝日放送・秋田朝日放送（いずれもANN系列）、西日本放送（NNN系列）、あいテレビ（JNN系列）
『お〜い!竜馬』を購入。民放向けに編集されている。
東京12チャンネル
『NHK朝の連続テレビ小説』『大河ドラマ』『ニルスのふしぎな旅』等を購入。
テレビ愛知（TXN系列）
『きょうの料理』・『NHK特集 シルクロード』を購入。独自にスポンサー・CMを付けて放送していた。
テレビせとうち（TXN系列）
教育テレビの陶芸番組（30分）をCMなしで放送していた。
KBS京都・サンテレビジョン・岐阜放送（いずれも独立局）
上述3局の開局時、『NHKニュース』のネット申し入れを受け入れたため、同時ネットで放送していた（1970年3月31日まで、岐阜放送テレビは『岐阜放送ニュース』に改題して放送）。
BS11（独立局）
2024年から『NHK朝の連続テレビ小説』（なつぞら・半分、青い。）を購入している。
BS12 トゥエルビ（独立局）
2020年から『NHK朝の連続テレビ小説』 を随時購入している。
BS松竹東急（独立局）
2024年に『大河ドラマ』（天地人・おんな城主 直虎）を購入している。
チャンネル銀河（CS放送）
チャンネル銀河はNHKの子会社であるNHKエンタープライズが出資していることもあり、「報道系以外の番組」を比較的多く放送している。また、2010年2月7日から5月9日まで、NHK BS1で放送した「列島縦断 鉄道12000キロの旅 〜最長片道切符でゆく42日〜」の実質の再放送を行った。
モバイル.n（モバイル放送）
NHKニュース（首都圏ローカルニュースを含む）や一部の番組を提供していた。
ほか、独立局を中心に単発番組が放送されることがある。また放送番組センターを通じて教養番組の一部が独立局で放送されることもある。

#### NHKの番組を配信するコンテンツプロバイダー
インターネット上での配信（配信実験も含む）について、下記にまとめる。
goo（NTTレゾナント（当時））
『懐かしTVマニアックス〈NHK篇〉』を配信。映像資料からジャンルごとに1950年代から1990年代までの放送番組を紹介。NHKエンタープライズの協力。2006年2月6日から3月31日までの無料配信。
Screenplus（AII）
『プロジェクトX〜挑戦者たち〜』『その時歴史が動いた』「NHKスペシャル『宇宙 未知への大紀行』」『おかあさんといっしょ 』『はじめまして!』『ぐ〜チョコランタン』など。一部無料。
GYAO!ストア（Yahoo! JAPAN）
『NHKスペシャル』『プロジェクトX』の一部シリーズ。NHKエンタープライズより提供。一部無料。
BIGLOBE動画（NEC）
『NHKスペシャル』『プロジェクトX』の一部シリーズの再放送。NHKエンタープライズより提供。一部無料。
4th MEDIA（ぷららネットワークス）
『毎日モーツァルト』を、NHK衛星デジタルハイビジョン・NHK衛星第2での本放送の翌日に配信。定額課金。
GyaO（USEN）
『プロジェクトX』『チェルノブイリの傷 奇跡のメス』『NHKスペシャル』『未来への遺産』の一部シリーズの再放送。無料配信。NHK番組では異例のこととして、CMが挿入される（GyaOの他番組と同じ扱い）。
BROAD-GATE 01（USEN）
『NHKスペシャル 宇宙 未知への大紀行』第1-9集の再放送。高品質映像。
ShowTime（USEN・楽天）
『プロジェクトX』他15作品。有料配信実験。
iTunes Music Store
『ラジオ深夜便』のダウンロード販売。オーディオブックとして、1作品あたり700円。
Netflix
2015年からNHK制作番組を供給しており、2022年11月現在で計22番組を提供している。
『日経ニューメディア』（2006年2月17日号）は、ネット上での再配信によって「出演者が得られる分け前よりも、新たな番組制作によって得られる出演料の方が多い」ため、芸能界から敬遠される傾向があると報じた。

### 日本国外の放送局との協力関係
アジアにおいて最大規模の公共放送事業体であり、アジア太平洋放送連合常任理事局である（会長職を海老沢勝二元会長、橋本元一会長が2代続けて務めた）。こうしたことから、特集番組ではアジアの話題を取り上げることも多い。JICA等の要請で発展途上国の放送技術援助に職員を派遣することもある。
放送事業以外では教育番組の国際コンクール「日本賞」やNHKアジア・フィルム・フェスティバルの主催者として、日本国外への認知度を広げている。

#### 番組コンテンツ
以前から欧米を中心とした海外ドラマの放送が積極的に行われてきた。放送作品の一例として『名探偵ポワロ』『大草原の小さな家』『ER緊急救命室』『シャーロックホームズの冒険』『ビバリーヒルズ青春白書』などが挙げられる。1990年代末からはアジア圏の作品も加わり、韓流の火付け役ともなる『冬のソナタ』『チャングムの誓い』などの韓国のドラマ、『北京バイオリン』などの中国のドラマも放送している。『デスパレートな妻たち』『アグリー・ベティ』『スター・ウォーズ クローンウォーズ』といったアメリカ発の人気コンテンツも引き続き多く放送されている。
日本と違い、日本国外における番組制作は制作会社やスタジオが主導権を持ち、日本国外での販売権も放送局と切り離された代理店が持つことが多いため、テレビ各局との協力関係の強弱は関係ない。個別の代理店からのセールスや版権を持つ制作会社の日本法人による提案販売もあれば、カンヌや香港、サンタモニカで開かれる国際的な映画、放送コンテンツの見本市での商談で購入することもある。ちなみに日本もNHKだけでなく民放や映画会社がコンテンツやフォーマットのライセンス販売を行っている。衛星放送のチャンネル増から民放だけでなくWOWOWやBS各局・CSチャンネルとの間でコンテンツの獲得競争が激しくなっている。1990年には国際メディア・コーポレーションが設立されNHKへの買い付けを行っているが「市場価格を乱している」という批判がある。
このほか、『プラネットアース』や『海』といった自然科学系のドキュメンタリーでは国際共同制作として各放送局が資金を出し合い、素材の共有で番組を作り上げることがある。自然、サイエンス系では世界的な撮影技術を持つイギリスBBCやナショナルジオグラフィックと協力することが多い。またレギュラー番組に購入作品を組み込むこともあり、過去の「生きもの地球紀行」などでは、タイトルはそのままで番組は購入番組ということもよく見られ、フィルムとVTRの映像が混在することも普通であった。
このほか自然科学以外のジャンルのドキュメンタリー番組を放送する『BS世界のドキュメンタリー』と題したレギュラー枠がある。アメリカABCとの共同取材『映像の世紀』という事例もある。

#### 報道など
アメリカのCNNやABC、イギリスBBC、ドイツZDF、ARD、フランスF2、中国CCTV、韓国KBSなどニュース素材交換の提携しており、BS1の番組では各局のニュースを同時通訳で放送している。CS等で視聴できる外国のニュース専門チャンネルを除けば、BS1は海外のテレビ報道をデイリーで通訳付きで視聴できる日本で唯一のチャンネルである。
アメリカ同時多発テロ事件やアメリカ合衆国大統領選挙といった日本国外の重要ニュースがある場合、BS1では海外放送局（ほとんどはABC）の映像を通訳付きで放送している。1990年代にはABCテレビの深夜ニュース番組で記者がアジア関連の経済ニュースを伝えるコーナーがあった。このほか『PBSニュースアワー』といったニュース番組を放送している。

## 問題点と批判

### 内部組織と組織改革
内部組織については以下のような問題点が内外から指摘され、組織改革が進められている。民営化や国営化計画も浮上している。

#### 人事制度の抜本見直し
従来、ほとんどの職員が入局時の職種を全うしていた。しかしそのことにより、それぞれの職域で「セクショナリズム」が跋扈し、組織全体の風通しが良いとはいえなかった。2009年度からの3か年中期計画において、この「セクショナリズム」を打破するため、人事制度が以下のように抜本的に改められた。
- 東京本部に集まっていた流れを逆転させ、各放送局の人員を計50人程度増やす。7拠点局においてはコンプライアンス専門管理職を計20人程度新たに配置する。
- 本部レベルでは報道記者、番組制作従事に人員をシフトし、技術職は、技術革新などを進めることによって人員増の抑制を図りコンパクト化する。
- 他の職域は引き続き人員削減の対象となり、特に営業については一部で外部委託を強化する。
- 高い専門性と幅広い視野の両立を図るため、若い段階から本人の希望によらない入局時とは異なる職種への異動を従来以上に強化する。

2011年に会長となった松本正之は、旧国鉄→JR東海時代“労務の鬼”として恐れられていたが、そのことが会長指名の理由ともなっていた。国会で職員給与の高さが問題とされたこともあり、2013年2月12日、「基本給1割カット」「給与水準の一部地域別化」「手当見直し」「管理職登用に試験導入」などの人事制度見直し方針を決め、経営委員会と労働組合に示し、同年4月4日に概ね労使合意に至っている。

#### 役職定年制度
人事制度には「役職定年制度」がある。これは「一定以上のポストについた場合」「54〜57歳でその役職としての定年を迎える」というものである。その後は地位を維持したまま嘱託職となるほか、転籍した上でNHKエンタープライズやNHK出版、NHKテクニカルサービスなど関連団体へ“天下る”ことが多い。最長で65歳まで勤めることができるが、60歳以降については、一般の嘱託職扱いとなり、ポストも変わるケースが大半である。
アナウンサーの場合は、57歳が役職定年に当たり、この年齢に達するとアナウンスの一線を退くことになる。宮本隆治、武田真一のように定年（早期定年退職）で退職する者や、松平定知のように定年後も嘱託として勤務を続けた者、三宅民夫のように嘱託での定年（65歳）を超えてもなおシニアスタッフ（事実上専属的に番組出演契約を結ぶ）やNHK財団に転籍してアナウンサーの活動を続ける者もいる。
法令の改正により、60歳が事実上の定年となっている。この制度は子会社整理と絡み、次期経営計画策定の度に見直しの対象となっている。

#### 企業年金と巨額欠損
退職者向けの企業年金制度を運営しており、勤務年月などで異なるものの平均月12万円（2008年時点）とされている。しかし2006年度に年金積み立て必要額算定のための利率（割引率）を従来4.5%としていたものを2007年度では市場実勢に合わせた2.5%に引き下げたところ積み立て不足は前年度比2.4倍の2700億円に及び、さらに2008年度では約3300億円に増大、同時点での積立額約3000億円を超える事態にまで発展している。この問題に対して15年計画で償却を進めているが、関係筋によると2007年度に約100億円、2008年度には約120億円が放送受信料収入から補填されているという。また、労働組合側には確定拠出型年金への移行か確定給付型の維持を条件に現役職員への給付額を引き下げる意向を示したが、職員側からは「なぜOBの優雅な生活のために現役の職員たちがツケを払わされなければならないのか」との不満の声も上がった。

#### 関連組織への天下り
NHKエンタープライズをはじめとして、子会社・公益法人・関連会社が存在する。そのいくつかは営利活動が禁止されている本体のため、営利活動を行う「抜け道」として営利活動を行っているとして批判もある上に、本体を退職した元社員の天下り先となっているという指摘もある。

### 政府・政治との関わり
予算や人事をはじめとして国会承認事項があり、国会の総務委員会や予算委員会等で、国会議員から質問されることもある。このように政治が国会を通して影響を与え得る構造がある（同じ公共放送の英国放送協会にはないとされる）ことから、政治との関わりが否定的に取り上げられることがある。
吉田茂を茶化すなどの風刺で人気を集めていた『日曜娯楽版』が日本の独立回復直後に打ち切りとなったことへの政治的な背景が臆測された。ただし武田徹は、同番組の放送作家・三木鶏郎が政治風刺に飽きたことが打ち切りの原因として政治的な影響を否定している。
1976年、会長であった小野吉郎が、ロッキード事件で逮捕され保釈中だった田中角栄を見舞ったことは、小野を引責辞任に追い込むスキャンダルに発展した。1985年には元NHK社会部長の神戸四郎が週刊新潮に手記「NHK田中報道に何が起きたか」を連載し、上層部の職権乱用によりロッキード事件報道が偏向されたと告発した。
2004年に『週刊現代』が、職員の中に国会議員や閣僚経験者の子弟が少なくないことを報じている。
2008年の9月に行われた自民党総裁選関連の話題を、連日に長時間報道したため「総裁選報道が長過ぎる」といった抗議が多数寄せられた。その中で意図を尋ねるため電話してきた女性に対し、視聴者コールセンターの対応責任者が、「はいはいはい、分からないんですか。自民党のPRですよ」と発言していたことが明らかになった。
イギリスの日刊紙「タイムズ」は2014年10月17日付の記事において、編集の独立性を放棄していると批判的に報じた。同紙が入手した内部文書によると、英語版担当記者らは最も論争の対象となっているいくつかのテーマを報道するのに際して、安倍晋三政権の政治的立場を反映したフレーズを用いるよう指導されており、また南京事件・従軍慰安婦・中国との領土問題への言及を禁止されているという。
元NHKアナウンサーの膳場貴子は番組内で政治関連のニュースを扱う際は特に規定されている訳ではないが、不文律が色々とあり、キャリアが浅いうちは、事前に想定した質問以外の事項については自発的に聞けなかったと明らかにしている。

#### 会長・籾井の政府との癒着発言
元会長籾井勝人は、2017年1月19日に行われた任期中最後の記者会見において、政府との癒着関係の一つや二つはあるという趣旨の発言をした。

#### 軍用地所有
2009年5月、東京・赤坂のアメリカ軍基地・『赤坂プレスセンター』の敷地の一部を保有し、40年以上も国に対し賃借してきたことが判明した。歴史的経緯によるものとされるが、報道機関、さらにはNHKそのものの中立性との整合性の面で、論議となった。

#### 原発問題
2012年11月28日、『クローズアップ現代』「“ジャパンプレミアム”を解消せよ〜密着LNG獲得交渉」に対する出演を日本エネルギー経済研究所顧問の十市勉に依頼。事前の打ち合わせにおいて、「（1）LNG調達方法の多様化（2）LNG代替手段の確保のために原発再稼働や石炭火力の活用（3）制度改革で発電市場の競争の促進」の3点を指摘したところ「番組に出演するには意見を変えて頂くことになる」「原発ゼロを前提にどう価格を引き下げるかを趣旨にしている」とディレクターが主張。チーフプロデューサーがその後、「総選挙前」であり放送の「公正・中立」を考慮したと釈明したものの「中立」に対する説明がないまま出演ができなくなった。
その後、2014年1月30日放送のラジオ第1『ラジオあさいちばん』では、コーナー出演の予定だった外務省元首席事務官で東洋大学教授の中北徹が脱原発の立場での事前原稿の変更を要求され、出演を取り止めた。担当者から前日に送った原稿について、「（東京都知事選挙の）投票行動に影響を与える可能性があるのでやめてほしい」と言われ、これに対し中北は「特定の人を応援しているわけではない」と回答。さらに「原発ゼロでも経済成長が実現できる」との表現を変更することを提案したが、局のラジオセンター長から「選挙が終わったらゆっくり語ってください」と言われ出演を見送った。これについて、毎日新聞は社説を出して「これはNHKの過剰反応だろう」「反対の考え方を詳しく紹介するなど、番組内でバランスをとる工夫はいろいろとできる」と論じた。

#### 天皇の「おことば」
2013年12月23日、天皇明仁（当時）80歳の誕生日にあたり発表された「おことば」を、一部編集した上で放送した。この件に関して、憲法改正議論を進める安倍政権に配慮し、憲法に関する部分を恣意的に削除して放送したとの批判を受けた。

### 受信料制度・未払い問題
1973年、朝日新聞記者の本多勝一は『NHK受信料拒否の論理』を発表し、視聴者が視聴するかしないかを問わずに一方的に料金を先払いで徴収すること、無責任な組織体質、無責任などを指摘したうえで、公共放送としての改善には受信料拒否という方法があると主張した。
2000年代以降、相次ぐNHKの不祥事で受信料の不払いが増加していることから、今後の受信料のあり方について、国会や与党、野党、総務省などで議論されている。他方、2006年にNHKは受信料未払い問題に対して簡易裁判所に対する支払督促の申し立てを行っており、未契約者に対しても民事訴訟をできるだけ速やかに実施すると発表した。

#### 受信料を巡る訴訟
- 2007年 - 元職員がケーブルテレビ加入で、勝手にNHK-BSが観られるようになって、高い受信料を請求されているとして、請求を止めるよう訴訟を起こしたが、訴えは退けられた[163]。
- 2009年6月23日 - NHKが受信契約締結と受信料の支払いを拒否する埼玉県内のホテルに対して142万円の損害賠償を求める訴訟を起こした[164]。未契約者に対する訴訟としては初めてのことである[164]。7月9日、会社側が訴訟で求めていた全額の支払いに応じたため、提訴を取り下げた[165]。
- 東京都練馬区の男性と江東区の男性に対し、放送受信契約を結んでいるのに受信料の支払いに応じなかったとして、未払い分の支払いを求め東京地裁に提訴した。2009年7月28日、同地裁は請求通り男性2人にそれぞれ8万3400円ずつの支払いを命じた[166]。
- 2014年9月5日 - 最高裁判所の第二小法廷にて、NHK側は受信料の請求債権が10年であると主張していたが、鬼丸かおる裁判長はNHK側の上告を退け、「5年で時効」とする判決を下した[167][168][169][170][171]。この5年時効の確定判決は、最高裁判所としては初の判断である。この最高裁による確定判決により、5年以前に遡った受信料は回収不能となり、未払い受信料のうち最大678億円が回収不能になる見込みである[172][173][174]。
- ワンセグ機能付きの携帯電話については、埼玉県朝霞市の市議・大橋昌信（NHKから国民を守る党の党員）がワンセグ機能付きの携帯電話を所持しているだけ[175] で受信料を支払う必要があるかどうかの確認を求める裁判を起こしていた[175]。この裁判に関してさいたま地裁は2016年8月26日、放送法2条14号で「設置」と「携帯」が分けられていることから「携帯」は放送法の定める「設置」ではなく、携帯電話のワンセグは「設置」とする主張を「文理解釈上、相当の無理がある」とし、受信料を払う必要はないとする判決を下したが[175][176]、東京高裁で逆転敗訴。また、同様の裁判は2018年6月現在で5件あり、そのすべてがワンセグ所有者は受信料を払わねばならないとする判決となっている[177]。
- NHKを映らないようにしたテレビであれば受信契約の義務がないことの確認を求め、東京都在住の女性が東京地裁に提訴。2020年6月24日、東京地方裁判所は原告の訴えを認め、増幅器の出費をしなければ受信できないテレビは、NHKを受信できる設備とはいえないと判断。これに対し、前田晃伸会長は同年の7月2日の定例会見で控訴する方針を表明した[178]。

### 広告・商業主義
放送法によって広告放送で収入を得ることが禁じられているが、特定企業を宣伝しているかのような内容の番組が放送されているとの批判がある。その代表格であった『プロジェクトX〜挑戦者たち〜』では、2004年に開催したイベント「プロジェクトX21」で番組で取り上げた企業に資料の提供と「協賛金」を要請したと報じられた。このほか土曜ドラマ『ハゲタカ』を東宝と映画化して展開する、インターネットでの有料配信「NHKオンデマンド」を始めるなど、受信料外収入以外にも収入があることが明らかになっている。
なお、フランス、イギリス、アメリカ合衆国、韓国、ドイツなどの日本国外の公共放送では広告収入は認められている。

### ジャニーズ事務所との密接な関係
2000年から『ザ少年倶楽部』を放送しており、音楽バラエティ番組としつつ、実質ジャニーズ事務所の御用番組、ジャニーズJr.の番組となっており、業界では「ジャニーズJr.の育成番組」と呼ばれている。公共放送がいちプロダクションの番組を制作するという公平性に欠ける行為がまかり通っていることを、疑問視する声もある。
ジャニーズ事務所のタレントは、紅白歌合戦や大河ドラマにも数多く出演している。NHK放送センターの7階のリハーサル部屋は、ジャニーズ事務所のタレントたちがレッスン場として常時使っているといわれ、ジャニー喜多川の功績を伝える特別番組を放送するなど、ジャニーズ事務所と所属タレントに対する扱いは非常に厚い。
イギリスの公共放送BBCは2023年に、ジャニー喜多川性加害問題を追うドキュメンタリー『J-POPの捕食者 秘められたスキャンダル』を放送し、外国特派員協会で会見を開いた。そこには朝日放送、毎日放送、フジテレビなどのテレビ局は来ていたが、NHKは来なかった。朝日新聞のニュースサイト「GLOBE＋」によると、BBCの番組ディレクター・インマン恵は、「NHKの報道は素晴らしいものもあるのに、なぜこの問題について報じないのか、不思議に思う。取材も依頼し、コメントも求めたが、丁寧に断られた。ジャニーズのタレントはNHKにも頻繁に出演している。だから話したがらないのだろうと思う」と述べ、NHKの本疑惑の報道忌避が意図的なもので、ジャニーズ事務所のタレントを重用しているせいであろうと指摘している。
2023年9月、東京・渋谷のNHK放送センター西館に“魔の7階”と呼ばれるリハーサル室があったことが『FLASH』にて報じられ、その場ではジャニーが、小学生のメンバーを膝の上に乗せているのが目撃されている。10月9日には同局内で「ザ少年倶楽部」への出演を希望した少年（現在30代）がジャニー喜多川に男性用トイレに連れて行かれ、個室内で下着を脱がされ性被害に遭った証言がNHKニュース番組で報道された。

### 民放との関係
建設した放送に必要な送信設備を、民放に軽い負担で使用させており、これにより批判が大々的にできないという。
サッカーW杯やオリンピックなどのスポーツ中継において、放映権料の負担分の一部を放送せず（ジャパンコンソーシアム）民放に譲り渡し、批判をしないように牽制しているという。
2001年、読売新聞から読売ジャイアンツ戦5試合分の放送権を、日本テレビでは4億円のところを8億円で購入した。三橋貴明によると、これは読売1000万部を敵に回さないための組織防衛の金だという。
2004年9月、当時の海老沢勝二会長が国会に参考人招致された際、中村哲治（民主党参議院議員）が、「もはやNHKが芸能番組を放送する意味はない。巨額のお金が動く番組を作るから、こういう不祥事が発生するのでは」と問い質したが、録画中継において全カットされ、海老沢が呼ばれた総務委員会を生中継せず、不利な質問を全てカットしたものを深夜に放送した。

放送体制が民業圧迫となっていると懸念する、民放の反発も招いてきた。なお、既存民放番組に対抗姿勢を打ち出した番組を制作することもある。

逆に民放がNHKの既存番組を参考にしたり、対抗姿勢を打ち出した番組を制作することもある。民放がNHK出身者を番組に起用することも多い。
その一方で、日本国際放送 やJOCDNのようにNHKや民放系列の事業会社にNHK・民放双方が資本参加している事例がある。また、NHKの番組に日本テレビグループの日テレアックスオン（AX-ON）やフジサンケイグループの共同テレビジョンなど、民放系列の番組制作会社が携わっているケースも少なくない。
2024年には選挙報道における経費削減を目的として、国政選挙時の出口調査共同実施を在京の報道機関13社に提案。その提案を受け入れた日本テレビ（NNN）と読売新聞社との間で覚書を締結した上で2025年7月の第27回参議院議員通常選挙から3社共同による出口調査を行っている。

### 視聴率との関係
受信料で成り立っており「視聴率に左右されないテレビ局」を謳っているが、「NHKも民放と同様、あるいはそれ以上に視聴率を意識している」と見解が示されているか、またはそれを前提とした報道・評論がされている例も多い。また、かつてNHKの気象情報に出演していた気象予報士でタレントの半井小絵は、「チャンネルを変えられないようにとの指示が出ていた」と証言している。

### 番組内容に関する批判
人氏名の呼称問題
かつて、ニュース内で韓国人名を日本語読みしていた。これを「人格権の侵害だ」と主張する北九州市の在日韓国人（牧師）が、1988年に謝罪広告の掲載と、1円の慰謝料支払いを求めて提訴した。しかし最高裁は「日本語読みは当時、慣行として成立しており、人格権侵害などの意思があったとは認められない」と、韓国人側の請求を退けた。現在は朝鮮語読み に改められている。
番組改変問題

2000年代にはETV特集の番組改変問題を巡り、取材を受けた市民団体「戦争と女性への暴力」日本ネットワークから放送結果から「取材される際の期待を裏切られた」と損害賠償訴訟を起こされ、国家・政治との関わりが報道などで問題提起された。2007年の控訴審判決で東京高裁より200万円の賠償を命ぜられたが、2008年上告審で最高裁は原告の請求を退ける判決を下した。
NHKスペシャル シリーズ 「JAPANデビュー」

2009年4月5日、6月25日放送の『JAPANデビュー アジアの一等国』」の内容について取材対象となった現地の台湾人・パイワン人、保守系メディアと視聴者、大学教授らが「放送法などに反した番組を見たことで精神的苦痛を受けた」として訴訟を起こした。また、在台日本人の団体から日台交流に支障をきたす恐れがあるとの意見書が出された。東京、大阪などのNHK周辺で1000人を超える規模の抗議デモが行われた。国会では公共放送のあり方について考える議員の会が設立された。
抗議活動を受けて、当時の福地茂雄会長は5月14日、「番組に問題はなかった」と述べた。しかし、台湾人出演者からの抗議はないとした宣言文をホームページに掲載すると同時に、プロデューサー等を台湾に派遣し「本件については不問に付します」とする文書に、署名・捺印を求めたという。
佐村河内ゴースト問題
2012年11月放送の『情報LIVE ただイマ!』が「交響曲第1番HIROSHIMA」大ヒットのきっかけとなり、NHKスペシャル『魂の旋律〜音を失った作曲家〜』などでも反響を呼んだ、佐村河内守の曲が、新垣隆による作曲である事が『週刊文春』の報道で判明した。TBS系列『筑紫哲也 NEWS23』などを手掛けたTBS出身のフリーディレクター古賀淳也 が数年間も取材しており、「確かに共同制作者的な存在はいる」とゴーストライターの存在を認めていた関係者も存在し、問題化した。
五輪反対デモ取材誤認問題

2021年12月26日放送の、BSの河瀬直美が2020年東京五輪を取材する様子のドキュメンタリー番組で、男性が五輪反対デモに金をもらって参加したとする字幕につき、未確認情報だったとした。

### 著作権を巡る訴訟
2009年、札幌市の写真家が撮影した風車の写真を無断でニュースに使用したとして、写真家から著作権侵害の賠償を求めての訴訟を起こされた。初公判は2010年に開かれた。

### 郵便法違反による行政指導
2022年、NHKが外部業者に委託した受信契約案内のポスティング文書が郵便法違反に該当するとして、総務省から行政指導を受けた。

### 2度目の郵便法違反による行政指導
2023年、NHKは再び郵便法違反による総務省の行政指導を受けた。

### 規則違反の番組配信予算支出
2023年5月、NHKが事業として認められていない衛星放送番組のインターネット配信について、同年度予算に関連支出として約9億円を盛り込んでいた。

### NHK記者による不正請求問題
2023年9月、NHKは報道局の記者が、私的な飲食代を不正に経費請求していた疑いがあると発表した。

### 取材に関する情報の流出
2023年11月28日、NHKの記者が作成した取材メモなどをインフルエンサーの暇空茜がX（旧Twitter）上で投稿した。流出したメモの内容は、若年女性を支援する一般社団法人「Colabo」に対する誹謗中傷問題を取り上げる取材の企画概要と、実際に中傷を行った関係者へのインタビューを文字起こししたものであった。
同年12月1日、NHKは情報漏洩の事実を認め謝罪した。NHKの子会社が契約している30代の派遣スタッフが流出させたことを認めたという。この派遣スタッフはニュースのテロップ作成などに関わっていたため専用端末へのアクセスが一部認められており、「興味本位でやった。大変なことをしてしまい、申し訳ない」などと話した。

### 情報漏洩関連
2025年3月28日、同局から委嘱を受け番組の感想を送る「放送番組モニター」を新年度から務める視聴者502人に、本人とは別のモニターの個人情報を誤って送信したと発表。添付したファイルに別のモニターの氏名やメールアドレスが記載されていた。

## 関連人物

### アナウンサー以外の過去に在籍した人物
男性
- 相澤冬樹（大阪放送局。退職後、大阪日日新聞（発行・新日本海新聞社）に移籍）
- 相田洋（NHKスペシャル「電子立国日本の自叙伝」キャスター・ディレクター。現：映像ディレクター）
- 浅生鴨（NHK広報局Twitter初代担当者「NHK_PR1号」。退職後は作家）
- 池上彰（記者。現在はフリージャーナリスト）
- 池田信夫（経済学者）
- 磯村尚徳（ニュースセンター9時等）
- 浦達也（現：江戸川大学名誉教授）
- 大久保怜（元：大阪放送局芸能・演芸番組担当スタッフ。その後タレントに転向）
- 太田恒太郎（元技術職。現：信越放送アナウンサー）
- 小野耕世（日本マンガ学会会長、評論家）
- 角間隆（国際ジャーナリスト養成IJC代表）
- 柏倉康夫（解説委員、京都大学大学院文学研究科教授を経て 現：放送大学教養学部教授・副学長）
- 勝部領樹（ニュースセンター9時・NHK特集等キャスター、NHKエンタープライズ顧問）
- 苅田久徳（元：プロ野球選手）
- 川崎泰資（政治部、椙山女学園大学教授）
- 木村淳（映画監督）
- 木村太郎（ニュースセンター9時）
- 胡桃沢耕史（作家）
- 小出五郎（科学ジャーナリスト）
- 小中陽太郎（作家・評論家）
- 小林和男
- 清水康之（「クローズアップ現代」担当ディレクター、現：NPO法人ライフリンク代表）
- 高島肇久（NHKニュース21キャスター、報道局長。現：海外通信・放送・郵便事業支援機構代表取締役社長）
- 龍村仁（ドキュメンタリー監督）
- 田畑彦右衛門（解説委員、「600こちら情報部」「クイズ百点満点」等。元：三重県総合文化センター総長）
- 辻真先（作家・脚本家・エッセイスト）
- 手嶋龍一（ワシントン支局長。現：外交ジャーナリスト、作家）
- 南江治郎（専務理事、顧問。詩人）
- 野田一成（元記者、現在医師）
- 浜野崇好（宮崎公立大学学長）
- 林家竹丸（落語家）
- 平野次郎（NHKニュースTODAYキャスター・解説委員、現：学習院女子大学特別専任教授）
- 日高義樹（アメリカ総局長、現：ワシントン在住のジャーナリスト）
- 深町幸男（テレビドラマ演出家、舞台・映画監督）
- 藤田太寅（報道局経済部記者、解説委員 現在関西学院大学総合政策学部教授）
- 柳田邦男（評論家、作家）
- 和田勉（テレビドラマ演出家、映画監督）
- 柳川喜郎（解説委員、岐阜県御嵩町長）
- 吉村秀實（社会部記者、解説委員、解説主幹 現在ジャーナリスト・都市防災研究所理事・市民防災研究所理事）

女性
- 木下ユミ（秘書課幹事室職員。独立後フリーのメークアップアーティスト。個人事務所「ユミ・ビュアクス」創業者）
- たかまつなな（元ピン芸人を経て、ディレクター。退職後再びピン芸人・お笑い系ジャーナリストとして活動中）

### 政治家
男性
- 安住淳（衆議院議員、第15代財務大臣）
- 植木光教（元：総理府総務長官）
- 上田哲（元：衆議院議員、参議院社会労働委員長）
- 柿沢未途（元：衆議院議員）
- 川崎秀二（元：厚生大臣）
- 佐藤健司（大津市長）
- 関健一郎（衆議院議員）
- 立花孝志（経理・報道局記者、現：政治家女子48党事務局長、元：参議院議員、元：葛飾区議会、ビデオ・ジャーナリスト。元：船橋市議会議員）
- 中沢啓吉（元：新自由クラブ遊説委員長、議員秘書）
- 中島洋次郎（元：衆議院議員）
- 橋本大二郎（元：高知県知事）
- 原田令嗣（報道局衛星放送部長等、前：衆議院議員）
- 水野清（元：建設大臣・総務庁長官）

女性
- 鈴木貴子（衆議院議員、元：外務副大臣）

### NHK番組出身のキャスター
局員ではないが、専属契約していたキャスターを取り上げる。
女性
- 小谷真生子
- 小平桂子アネット
- 宮崎緑（ニュースセンター9時キャスター、現：千葉商科大学政策情報学部教授）

### NHK番組スポットナレーター
男性
- 内田直哉
- 蒲田健
- 藤原勝也（主に衛星放送番組）
- 磯部弘
- 梅津秀行
- 大森章督
- 中原茂

女性
- 松岡洋子
- 勝生真沙子
- 小林優子
- 深見梨加
- 篠原恵美
- 小山裕香
- 鈴木麻里子
- 湯浅真由美